# Iers voetbalelftal (mannen)

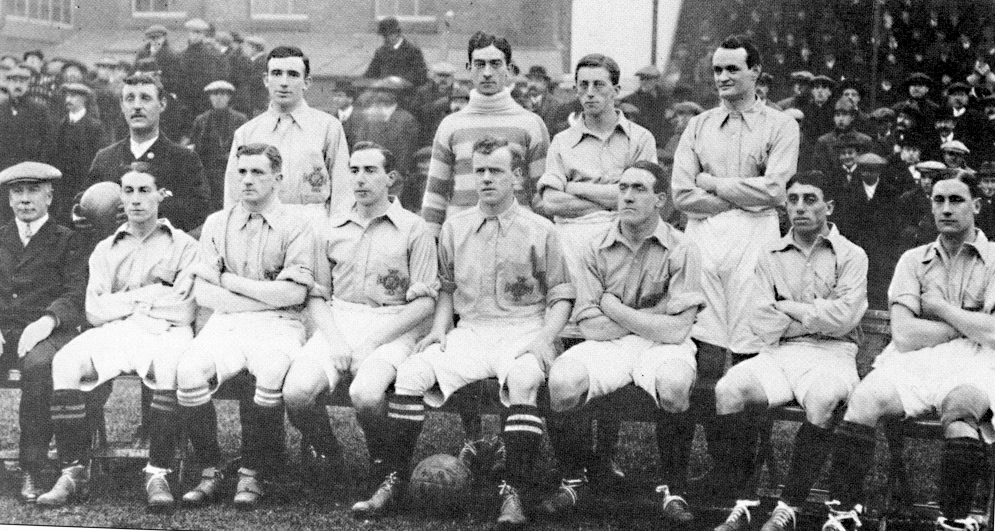
Het voetbalelftal van Ierland in 1914 voorafgaand aan het British Home Championship

Het Iers voetbalelftal is een team van voetballers dat de Republiek Ierland vertegenwoordigt in internationale wedstrijden voor mannen en staat bekend om de grote groep vaste supporters, bijgenaamd The Green Army. Het speelde in maart 1926 zijn eerste officiële interland en sindsdien ruim vijfhonderd wedstrijden, eerst als Ierse Vrijstaat en vanaf 1938 als onafhankelijke republiek.
In de jaren 80 kende het Iers elftal een gouden generatie, die onder leiding van de Engelsman Jack Charlton in 1988 voor het eerst plaatsing voor een interlandtoernooi wist af te dwingen, namelijk het EK. Het succes onder Charlton hield aan tot 1994, waarbij het land land zich twee keer voor het WK kwalificeerde. In 2002 deed Ierland voor het laatst mee aan een WK. Onder Giovanni Trapattoni kwalificeerde het zich in 2012 voor de tweede maal voor een EK; ook voor het daaropvolgende toernooi, dat in juni 2016 plaatsvond in Frankrijk, plaatste Ierland zich.
Ierland kent een bijzondere rivaliteit met Noord-Ierland, waarmee het in de vroege twintigste eeuw één nationaal elftal vormde. Robbie Keane, speelde van alle internationals de meeste wedstrijden: 146 interlands in achttien jaar. Tevens is hij topscorer aller tijden met 68 doelpunten, ruim veertig meer dan de nummer twee op de topscorerslijst, Niall Quinn.

## Geschiedenis

### Beginjaren
In 1880 werd de IFA, de Ierse voetbalbond opgericht. In 1882 werd de eerste interland gespeeld, die met 0-13 verloren werd, thans nog steeds de grootste nederlaag voor zowel de Noord-Ieren als de Ieren en de grootste zege voor Engeland. De meeste interlands werden in Belfast gespeeld en de meeste spelers kwamen ook van de grootste clubs uit Belfast. In 1914 won het team het Home Championship. Tot aan de opdeling van Ierland, die plaatsvond in mei 1920, speelden de Ieren als geheel exact honderd interlands. Na de onafhankelijkheid van Ierland bleef de IFA zich dan ook op het noorden richten, wat later Noord-Ierland zou worden. In de nieuwe Ierse Vrijstaat werd de Football Association of Ireland (FAI) opgericht die een eigen competitie en eigen nationaal elftal kreeg. De IFA bleef echter de naam Ierland gebruiken, maar speelde enkel wedstrijden in het British Home Championship omdat ze tussen 1928 en 1949 geen lid waren van de FIFA. In 1949 nam het land deel aan de kwalificatie van het WK in Brazilië. Het Home Championship werd als voorronde gebruikt en het team speelde als Ierland net als het onafhankelijke Ierland, dat in een andere groep deelnam aan de voorronde. Vaak speelde het team met een aantal spelers die in het Ierland geboren waren. Doordat in deze tijden erg weinig interlands gespeeld werden grepen de spelers elke kans die hen aangeboden werd. Zeker 38 Ieren speelden voor beide teams, terwijl slechts één Noord-Ier ook voor Ierland aantrad. Vier spelers speelden zelfs in de kwalificatiecampagne voor het WK voor beide Ierlanden. Echter wilde Ierland deze situatie niet meer en dwong zijn spelers om niet meer voor Noord-Ierland te spelen. In 1950 tekende de laatste speler het document waardoor het team dat tot dan toe gespeeld had eigenlijk ophield te bestaan.

### Eerste interlands als Ierse Vrijstaat
De voetbalbond van de Vrijstaat werd in 1923 geaccepteerd door de internationale voetbalgemeenschap. De eerste interland werd gespeeld in 1924 op de Olympische Spelen in Parijs, waar Bulgarije verslagen werd met 1-0. In de kwartfinales verloren ze na verlengingen van Nederland. Op 14 juni van dat jaar speelden ze hun eerste thuiswedstrijd tegen de Verenigde Staten. De volgende wedstrijd volgde pas op 21 maart 1926 in Turijn, een vriendschappelijke wedstrijd tegen Italië. De Italianen wonnen met 3–0. In de eerste jaren na oprichting speelde het Ierse nationaal elftal nauwelijks interlands: gedurende de eerste vijf jaar werd er jaarlijks niet meer dan één interland gespeeld. De Ieren speelden in die tijd drie keer tegen België, en won deze allemaal ruim.

### Ontwikkeling rondom WOII
In de jaren 30, toen het stof van de Irish partition enigszins was neergedaald, werd het Iers voetbalelftal een serieus nationaal elftal: de Ierse Vrijstaat speelde vanaf 1934 meerdere interlands per jaar en nam als lid van de FIFA in dat jaar voor het eerst deel aan het kwalificatietoernooi voor het wereldkampioenschap voetbal, dat in 1934 plaatsvond in Italië.
Op 25 februari 1934 eindigde het eerste kwalificatieduel tegen België in een 4–4 gelijkspel en op 8 april werd met 5–2 verloren van Nederland. Nadat België één doelpunt minder incasseerde in de wedstrijd tegen Nederland (2–4) liep de Ierse Vrijstaat haar eerste deelname aan het WK mis. Na de twee kwalificatiewedstrijden had het land wel een sterspeler: Paddy Moore, voetballer bij Aberdeen FC, maakte in de wedstrijd tegen de Belgen alle vier doelpunten, waarmee hij in de recordboeken werd opgenomen.
Op 8 mei 1935 speelde de Vrijstaat een vriendschappelijke interland tegen het nationaal elftal van nazi-Duitsland, en verloor met 3–1. Nog voor het uitbreken van de Tweede Wereldoorlog werd nog tweemaal tegen Duitsland gespeeld – in 1936 werd in Dublin met 5–2 gewonnen – maar daarna werd meer dan een decennium lang niet tegen de Duitsers gevoetbald. Twee WK-kwalificatiewedstrijden in 1937 tegen Noorwegen werden niet gewonnen, waardoor ook kwalificatie voor het derde wereldkampioenschap niet werd afgedwongen.
De tweede interland tegen Noorwegen in november 1937 was de 23ste en laatste interland van de Ierse Vrijstaat; op 29 december 1937 werd de Ierse Grondwet aangenomen en de naam van het land veranderd in Ierland of Éire. Een oefenwedstrijd tegen Tsjecho-Slowakije op 18 mei 1938 (2–2 gelijkspel) leidde de nieuwe periode van het Iers voetbalelftal in. In mei 1939 speelde Ierland nog een vriendschappelijke wedstrijd in en tegen nazi-Duitsland (1–1), hetgeen de laatste interland zou zijn die Ierland tegen de Duitsers zou spelen voor aanvang van de oorlog. Ruim zeven jaar later werden voor het eerst weer spelers opgeroepen voor het nationaal elftal.
In de eerste jaren na de oorlog – en ook in de decennia die daaraan voorafgingen – boekte Ierland weinig resultaat. Tegen landen als Portugal en Zweden was het Iers elftal niet opgewassen, en ook Spanje en België wonnen meermaals met grote cijfers van de Ieren. De belangrijkste wedstrijd van Ierland in de jaren 40 was een interland tegen Engeland op Goodison Park op 21 september 1949. Ruim 51.000 toeschouwers zagen hoe Engeland met 0–2 werd verslagen: voor het eerst won een niet-Brits land een interland tegen Engeland.
In 1949 nam Ierland ook deel aan het kwalificatietoernooi voor het wereldkampioenschap voetbal 1950. Dat deed Noord-Ierland ook, via het British Home Championship. Omdat het nog steeds toegestaan was voor spelers om zowel voor Ierland (FAI) als Noord-Ierland (IFA) uit te komen, speelden vier voetballers in dit WK-kwalificatietoernooi voor beide landen. Bij de vriendschappelijke wedstrijden was het nog geen probleem, maar nu beide landen deelnamen aan een competitief toernooi werd de situatie onhoudbaar.
Decennialange pogingen om de FAI en de IFA te herenigen strandden definitief toen in 1953 in samenspraak met Wereldvoetbalbond FIFA werd besloten dat voetballers slechts voor een van beide landen konden uitkomen. Tevens werd besloten dat geen van beide landen de naam "Ierland" mocht dragen: Ierland, voorheen de Ierse Vrijstaat, zou voortaan aangeduid worden met Republic of Ireland; Noord-Ierland kreeg officieel de naam Northern Ireland.

### Eerste toernooideelname blijft uit
Vijf jaar na de naamswijziging van beide landen werd Ierland in het kwalificatietoernooi voor het wereldkampioenschap voetbal 1958 ingedeeld in een groep met het grote Engeland, dat vier jaar eerder de kwartfinale bereikte, en Denemarken. In de eerste wedstrijd tegen de Engelsen was Ierland kansloos – het werd 5–1, na onder andere drie doelpunten van Tommy Taylor. In de tweede wedstrijd tegen Engeland werd het 1–1; 87 minuten lang kende Ierland een voorsprong, totdat de Engelsman John Atyeo in de laatste minuut de gelijkmaker maakte. Was dat doelpunt niet gevallen, dan was Ierland naar het WK 1958 gegaan: immers, in oktober 1957 won Ierland de laatste kwalificatiewedstrijd van Denemarken.
De UEFA, de Europese voetbalconfederatie, werd in 1954 opgericht in Frankrijk. Zes jaar later vond in datzelfde land het eerste Europees kampioenschap voetbal mannen plaats. In de kwalificaties voor die eerste editie kwam het Iers voetbalelftal ver: in de eerste ronde in 1962 werd IJsland verslagen en in de tweede ronde versloeg Ierland het Oostenrijks voetbalelftal. In maart 1964, enkele maanden voor aanvang van het toernooi, werd in de finaleronde verloren van angstgegner Spanje (1–7 over twee wedstrijden). In de daaropvolgende jaren presteerde Ierland slecht.
De FAI stelde in 1969 de in Dublin geboren Mick Meagan aan als eerste bondscoach van het nationaal elftal van Ierland, waar in de voorafgegane decennia een selectiecommissie die rol vervulde. De eerste interland onder zijn leiding was een oefeninterland op 21 september tegen Schotland, die eindigde in een 1–1 gelijkspel. Onder Meagan was Ierland kansloos in het kwalificatietoernooi voor het WK 1970 en in het kwalificatietoernooi voor het EK 1972 speelde Ierland ook geen rol. In beide toernooien (acht wedstrijden in totaal) werd geen wedstrijd gewonnen. Meagan werd in 1971 ontslagen.
Liam Tuohy volgde Meagan op en begon met een 6–0 nederlaag tegen Oostenrijk. Paddy Mulligan, die onder contract stond bij Chelsea FC, was de enige professionele speler in het elftal in die wedstrijd; een groot aantal spelers had zich plots voor uiteenlopende redenen afgemeld, vermoedelijk uit onvrede over het beleid van de voetbalbond. Tuohy stelde daardoor noodgedwongen tien spelers uit de Ierse competitie op.
In de zomer van 1972 reisde het Iers elftal voor het eerst af naar Zuid-Amerika, voor een onafhankelijkheidstoernooi in Brazilië. Ierland versloeg Iran (eerste overwinning in 19 wedstrijden) en Ecuador; van Chili en Portugal werd verloren. Onder Tuohy waren de kwalificaties voor het wereldkampioenschap voetbal 1974 ook geen succes, hoewel nu wel één wedstrijd winnend werd afgesloten. In mei 1973 stopte hij als bondscoach, omdat hij het niet langer kon combineren met zijn trainerschap bij Shamrock Rovers en zijn werkzaamheden als sales executive in Dublin. John Giles was zijn logische opvolger als op dat moment 35-voudig international en aanvoerder van het nationaal elftal.
In 1974 bracht het Iers elftal opnieuw een bezoek aan Zuid-Amerika, waar het onder de nieuwe bondscoach succesvol was: van regerend wereldkampioen Brazilië werd slechts met 2–1 verloren en van Chili werd met 1–2 gewonnen. In 1975 was Ierland dicht bij deelname aan het Europees kampioenschap: het kwam één punt te kort in het eindklassement en bleef zo achter het voetbalelftal van de Sovjet-Unie. In de eerste kwalificatiewedstrijd, in oktober 1974 tegen de Sovjet-Unie, speelde jubilaris Don Givens (25 interlands) een hoofdrol: hij besliste de wedstrijd met een hattrick. Het was voor het eerst sinds Paddy Moore dat een Iers international zoveel doelpunten maakte in één wedstrijd. In dezelfde wedstrijd maakte Liam Brady zijn debuut, een nauwelijks volwassen jongen die speelde bij Arsenal, indruk maakte in de Engelse competitie en later de overstap zou maken naar Juventus in Italië. Brady werd een belangrijke schakel in het succes van bondscoach Giles.
Na het EK 1976 miste Ierland ook het wereldkampioenschap voetbal 1978, hoewel het opnieuw weinig scheelde. Ierland versloeg in het kwalificatietoernooi voor laatstgenoemde kampioenschap onder meer Frankrijk, met 1–0: Brady was de enige doelpuntenmaker. Brady werd in 1980 benoemd tot aanvoerder. In dat jaar liepen de Ieren kwalificatie voor het Europees kampioenschap van 1980 mis in een groep met Engeland en oude bekende Noord-Ierland: tegen beide landen werd eenmaal gelijkgespeeld en van beide landen werd eenmaal verloren.
Hoewel Giles een getalenteerde selectie had, slaagde hij er voortdurend niet in met het elftal kwalificatie voor een interlandtoernooi af te dwingen. Op 26 maart 1980 won Ierland in Nicosia de eerste interland voor deelname aan het volgende kampioenschap – het WK 1982 – en leek Giles met Ierland opnieuw een poging te wagen. Charlie Cahill, voorzitter van de nationale voetbalbond, riep op 15 april 1980 echter de pers bijeen en maakte het ontslag van Giles bekend. De bond moest op zoek naar een opvolger, terwijl twee weken later al een volgende interland op de agenda stond. Zijn assistent Alan Kelly, oud-doelman en toenmalig recordinternational, nam Giles' taken ad interim over. Onder zijn leiding versloeg Ierland Zwitserland met 2–0.
Hoewel algemeen werd aangenomen dat Kelly zou doorgaan als bondscoach, stopte hij direct na deze ene interland, nadat de voorzitter van Preston North End had aangegeven niet te willen dat Kelly zijn rol bij die club zou combineren met het bondscoachschap. Eoin Hand volgde hem kort daarna op. Ierland won onder Hand de tweede kwalificatiewedstrijd van het Nederlands elftal, WK-finalist in de voorgaande twee edities. In oktober 1980 werd de volgende wedstrijd gelijkgespeeld (1–1) tegen België, dat enkele maanden eerder de finale van het Europees kampioenschap voetbal 1980 had bereikt. Hand veranderde niet veel aan de Ierse speelwijze. Don Givens was inmiddels de meest ervaren speler in het nationaal elftal (meer dan vijftig interlands) en Liam Brady was in het begin van Hands termijn eerste keuze als aanvoerder van Ierland.
Kwalificatie voor het toernooi van 1982 leek bij voorbaat al onhaalbaar – na WK-finalist Nederland en EK-finalist België troffen de Ieren twee weken na de wedstrijd tegen België het Frans voetbalelftal van onder anderen Michel Platini en Didier Six, dat in 1984 het Europees kampioenschap zou winnen. Ierland verloor met 2–0. Op de nederlaag tegen Frankrijk volgde een 6–0 overwinning op Cyprus, tot op dat moment de grootste overwinning van het Iers voetbalelftal. Kwalificatie leek echter opnieuw onhaalbaar. Een zege op Frankrijk in het laatste kwalificatieduel bracht Ierland nog dichtbij, maar de Fransen moesten nog uitkomen tegen Cyprus en kwalificeerden zich door een 4–0 overwinning op basis van doelsaldo ten koste van Ierland voor het toernooi. De Ieren kwamen zes doelpunten tekort.
Twee nog minder succesvolle kwalificatietoernooien volgden. Sterspeler Don Givens beëindigde zijn interlandcarrière, bondscoach Eoin Hand werd bekritiseerd om de tegenvallende resultaten en de FAI kwam in financiële problemen, voornamelijk omdat de toeschouwersaantallen in het begin van de jaren 80 snel terugliepen. Eind 1985 stapte Hand op als bondscoach. Na een interne stemming koos de Ierse voetbalbond voor de Engelsman Jack Charlton als zijn opvolger, de eerste buitenlander die het bondscoachschap op zich zou nemen.
Charlton was jarenlang een succesvolle clubtrainer geweest, voornamelijk bij Middlesbrough en was gedurende de jaargang 1984/85 hoofdtrainer van Newcastle United. In de voorbereiding op het volgende seizoen nam hij plots ontslag, nadat supporters hem bekritiseerden om het transferbeleid dat hij eropna hield; hij gaf aan nooit meer clubs te willen trainen, maar ging wel in op het verzoek van de Ierse voetbalbond (hoewel hij geen enkel verstand had van het Ierse voetbal) omdat hij als bondscoach genoeg tijd zou overhouden voor andere zaken dan voetbal, zoals vissen.

### Jack Charlton brengt Ierland succes

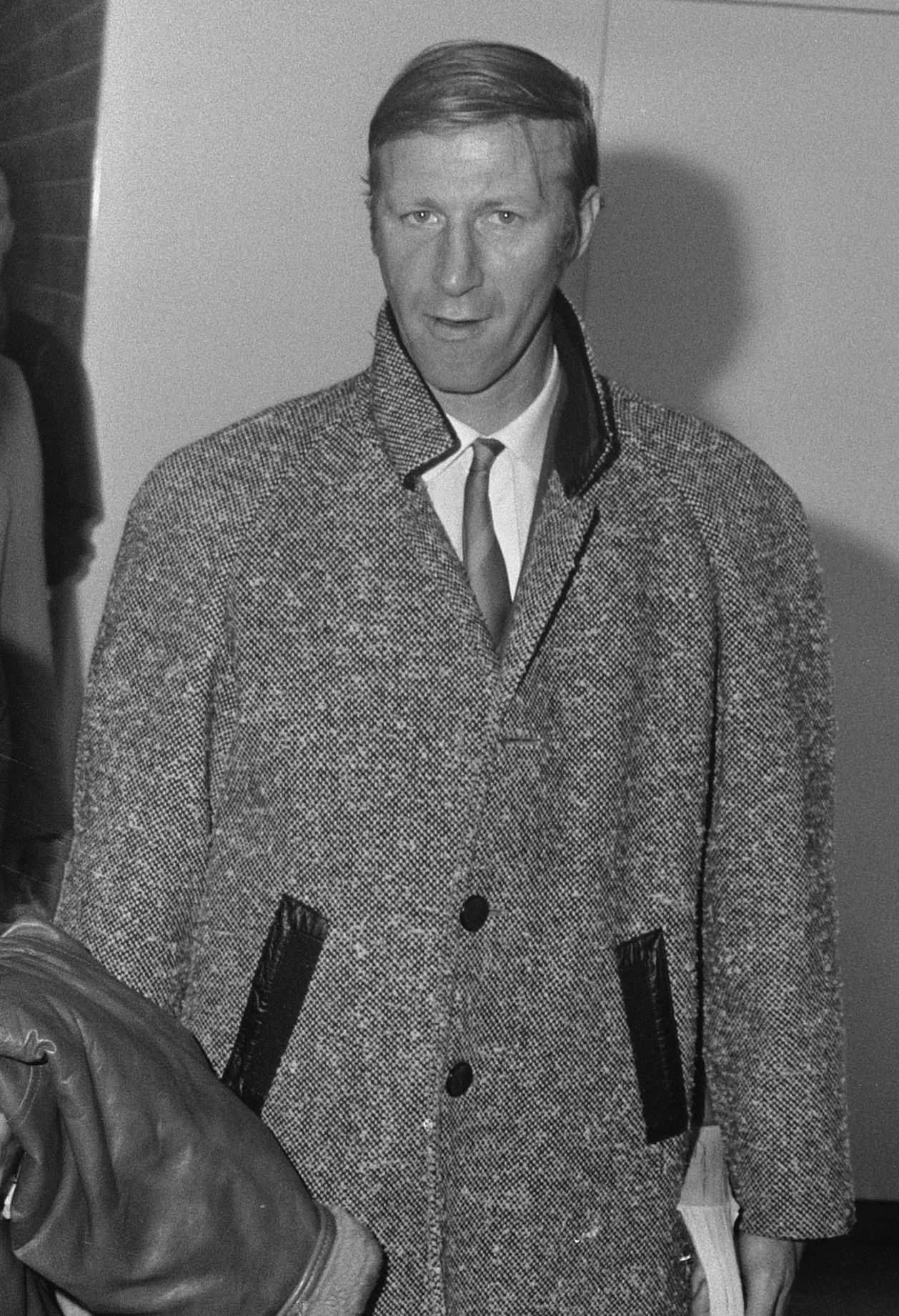
De Engelsman Jack Charlton was de meest succesvolle trainer in de geschiedenis van Ierland

Charlton nam het Iers voetbalelftal onder handen en experimenteerde met nieuwe, jonge spelers. In het jaar van zijn aanstelling won Ierland een Drielandentoernooi in het Laugardalsvöllur te Reykjavik. Eerst werd gastland IJsland met 1–2 verslagen, vervolgens won Ierland met 0–1 van Tsjecho-Slowakije. In de wedstrijd tegen IJsland liet Charlton Niall Quinn debuteren, een twintigjarige in dienst van Arsenal. Charlton was niet bezig met de spelers als personen – zo deed hij niet de moeite om Quinns naam te onthouden en noemde hij hem een week lang "Arsenal". Quinn en zijn medespelers kwamen er achter dat Charlton weinig waarde hechtte aan de individuen in het team: hij was uitsluitend bezig met het elftal als geheel en de speelwijze en vond het niet erg om een speler plots te laten vallen.
Het kwalificatietoernooi voor het EK 1988 verliep, zeker in vergelijking met de meest recente voorgaande edities, voorspoedig voor de Ieren: geen van de eerste drie wedstrijden werd verloren, hoewel de tegenstanders – België en Schotland – Ierland in voorgaande kwalificaties hadden dwarsgelegen. De vierde interland, tegen Bulgarije, was de enige die Ierland zou verliezen: van de acht wedstrijden won het er vier en speelde het drie gelijk. In oktober 1987 werd het kwalificatietoernooi afgerond met een overwinning op het Bulgaars elftal; een maand later zou dat elftal nog in actie komen tegen Schotland, met één punt achterstand op Ierland. Als Bulgarije in het eigen Vasil Levskistadion de Schotten, die reeds uitgeschakeld waren, zou verslaan, was deelname aan het hoofdtoernooi zeker.
In de wedstrijd tussen Bulgarije en Schotland, die gespeeld werd op 11 november 1987, bleef het tot kort voor het eindsignaal doelpuntloos – een gelijkspel zou ook hebben volstaan voor de Bulgaren – totdat de Schot Gary Mackay, die zijn interlanddebuut maakte, drie minuten voor tijd het winnende doelpunt maakte. Zo plaatste Ierland zich voor het eerst voor een interlandtoernooi, het Europees kampioenschap voetbal 1988 – met dank aan Schotland en Mackay, die nooit meer een interlanddoelpunt maakte en uitsluitend herinnerd zou worden door "the goal of his life".
Aan het EK 1988 deden acht landen mee – zeven gekwalificeerde teams en gastland West-Duitsland. Ierland was de enige debutant in dit kleine deelnemersveld. Charlton bereidde zijn elftal voor met meerdere oefeninterlands. In de reeks vriendschappelijke wedstrijden in het voorjaar van 1988 bleef Ierland ongeslagen: onder andere Roemenië (2–0) en Joegoslavië (2–0) werden verslagen. Bij de loting werd het Iers elftal ingedeeld in groep B bij de Sovjet-Unie, Nederland en Engeland.
Charlton nam een ervaren selectie mee naar Duitsland, met aanvoerder Frank Stapleton als meest ervaren speler (63 interlands voor aanvang van het toernooi). Twee van de sterspelers van Ierland, Liam Brady en Mark Lawrenson, waren voor aanvang van het toernooi bij hun clubs geblesseerd geraakt en moesten noodgedwongen afzeggen; het missen van het toernooi betekende in praktijk ook het einde van hun interlandcarrière. Op 12 juni 1988 begon Ierland het kampioenschap tegen Engeland, het grote buurland. De Engelsen waren favoriet, maar kampten met een jonge en onervaren verdediging (de ervaren verdediger Terry Butcher was geblesseerd afgehaakt) en zetten als tactiek volle druk op de Ierse defensie. De Ieren op hun beurt vielen voornamelijk aan door lange passes richting het doel van de opponent te spelen. Een dergelijke pass belandde na vijf minuten speeltijd op het hoofd van Ray Houghton, die Ierland op een 0–1 voorsprong zette.
Engeland wist niet te scoren en Ierland won direct zijn eerste wedstrijd op een Europees kampioenschap voetbal. Drie dagen later eindigde de confrontatie met de Sovjet-Unie in een gelijkspel – namens Ierland opende Ronnie Whelan de score, waarna de Oekraïner Oleg Protasov gelijkmaakte – waardoor het zicht hield op een plaats in de halve finale. Een remise tegen het Nederlands elftal zou volstaan. Nederland moest daarentegen winnen om een plaats in de halve finale veilig te stellen. Bijna anderhalf uur lang hield Ierland stand, totdat Wim Kieft in de 82ste minuut het enige doelpunt van de wedstrijd maakte. Nederland werd halvefinalist (en zou uiteindelijk het kampioenschap winnen) en Ierland was uitgeschakeld. De Ierse supporters bleven desondanks nog tot zeker een halfuur na afloop van de wedstrijd in het stadion. Bij aankomst in Dublin werd de Ierse selectie in een open bus rondgereden door de stad en toegejuicht door massa's Ieren.
| \| Eerste groepswedstrijd (scheidsrechter Siegfried Kirschen, Neckarstadion te Stuttgart, 12 juni 1988)[45]: \| \| \| \| Engeland \| 0 – 1 \| Ierland \| \| \| goals \| 6' Ray Houghton \| \| Bobby Robson \| bondscoach \| Jack Charlton \| \| Peter Shilton Gary Stevens Kenny Sansom Neil Webb 60' Mark Wright Tony Adams Bryan Robson John Barnes Peter Beardsley 82' Gary Lineker Chris Waddle \| opstellingen \| Packie Bonner Chris Morris Mick McCarthy Kevin Moran Chris Hughton Ray Houghton Paul McGrath Ronnie Whelan 76' Tony Galvin 63' Frank Stapleton John Aldridge \| \| Glenn Hoddle 60' Mark Hateley 82' \| wissels \| 63' Niall Quinn 76' Kevin Sheedy \| |              | |
| |              | |
| Eerste groepswedstrijd (scheidsrechter Siegfried Kirschen, Neckarstadion te Stuttgart, 12 juni 1988): |              | |
| Engeland | 0 – 1        | Ierland |
| | goals        | 6' Ray Houghton |
| Bobby Robson | bondscoach   | Jack Charlton |
| Peter Shilton Gary Stevens Kenny Sansom Neil Webb 60' Mark Wright Tony Adams Bryan Robson John Barnes Peter Beardsley 82' Gary Lineker Chris Waddle | opstellingen | Packie Bonner Chris Morris Mick McCarthy Kevin Moran Chris Hughton Ray Houghton Paul McGrath Ronnie Whelan 76' Tony Galvin 63' Frank Stapleton John Aldridge |
| Glenn Hoddle 60' Mark Hateley 82' | wissels      | 63' Niall Quinn 76' Kevin Sheedy |

Het succes onder bondscoach Charlton hield aan. In 1989 vestigde het nationaal elftal een persoonlijk record door vijf competitieve interlands op rij te winnen: in het kwalificatietoernooi voor het wereldkampioenschap voetbal 1990 werd achtereenvolgens gewonnen van Spanje, Malta (tweemaal), Hongarije en Noord-Ierland. Naast deze vijf overwinningen speelde Ierland tweemaal gelijk en verloor het eenmaal van Spanje, waardoor het als tweede in de groep eindigde. Dat was voldoende voor een plaats op het hoofdtoernooi in Italië. Waar decennialang het Iers elftal ongelukkig was in de kwalificaties, debuteerde het nu in een paar jaar tijd zowel op het Europees als op het wereldkampioenschap.
Per loting werd Ierland ingedeeld in een groep met Egypte en – wederom – Engeland en Nederland. Net als op het Europees kampioenschap twee jaar eerder begon het toernooi voor Ierland met een duel tegen de Engelsen. Twintigduizend Ierse supporters zagen op 11 juni 1990 hoe Gary Lineker binnen tien minuten Engeland op voorsprong bracht; na ruim een uur maakte Kevin Sheedy de gelijkmaker, tevens de eindstand (1–1). Tegen Egypte speelde Ierland ook gelijk; doordat Nederland en Engeland hetzelfde deden, hadden alle vier landen evenveel punten en een gelijk doelsaldo. De laatste groepswedstrijd was beslissend en elk land kon de volgende ronde nog bereiken. Nederland en Ierland speelden voor de derde maal gelijk, met Ruud Gullit en Niall Quinn als doelpuntenmakers. Dat bleek voldoende voor het bereiken van de achtste finale. Roemenië was daarin de opponent; voor de vierde keer eindigde de wedstrijd in reguliere speeltijd in een gelijkspel, er werd niet gescoord.
In de strafschoppenserie bleven de Ierse spelers foutloos. De Roemenen ook, totdat Daniel Timofte doelman Packie Bonner onvoldoende verraste en zijn inzet werd gekeerd. David O'Leary, die ondanks zijn persoonlijke vete met Charlton op het lijstje van strafschoppennemers stond, benutte vervolgens de beslissende strafschop en schoot Ierland zo naar de kwartfinale. Zonder één keer te winnen bereikte Ierland de kwartfinale van het WK, tot op dat moment een toernooirecord. De overwinning op Roemenië zorgde voor nationale gekte, voor zover daar nog geen sprake van was; duizenden Ieren probeerden uit alle macht een kaartje te bemachtigen voor de wedstrijd tegen het gastland, Italië, in het Romeinse Stadio Olimpico. De selectie en staf van Ierland werden enkele dagen voor de wedstrijd uitgenodigd in het Vaticaan door toenmalig paus Johannes Paulus II. In de wedstrijd, die plaatsvond op 30 juni 1990, gingen de elftallen van Italië en Ierland gelijk op; één fout deed de Ieren uiteindelijk de das om, toen de Italiaan Roberto Donadoni doelman Bonner verraste; Bonner slaagde er niet in de bal goed weg te werken, waarna Toto Schillaci in de rebound raak schoot. Italië won met 1–0. Op 1 juli, een dag na de WK-uitschakeling, werden de internationals desalniettemin (net als in 1988) in een open bus door de hoofdstraten van Dublin gereden en massaal toegejuicht: tussen de 350.000 tot 400.000 mensen stonden langs de weg.

[Ierland] bereikte, na lange tijd, succes op een wereldpodium. Het was een Ierland dat vrij was van terrorisme, armoede, dronkenschap, hongersnood, geweld of een van de andere cliché stereotypes over het Ierse volk. [.....] Italia ’90 stond centraal in de ontwikkeling van een nieuw nationalisme in Ierland.
— Cultuurwetenschapper Michael Cronin benadrukt de impact van de prestatie van het Iers voetbalelftal in 1990

Na het WK 1990 besloot bondscoach Charlton de selectie van het nationaal elftal grondig om te gooien. Liam Brady en Frank Stapleton namen definitief afscheid, terwijl David O'Leary juist weer werd opgeroepen. In een oefenwedstrijd tegen Marokko in september 1990 liet Charlton Manchester United-speler Denis Irwin debuteren en Mick McCarthy de aanvoerdersband dragen. Na het wereldkampioenschap volgden nu de kwalificaties voor het EK 1992; wederom werd Ierland ingedeeld in een groep met Engeland. Van de zes interlands die vervolgens in 1990 en 1991 werden afgewerkt, verloor het Iers elftal niet één; omdat de Engelsen echter één wedstrijd meer wonnen (en dus één minder gelijkspeelden) eindigden ze boven Ierland. Ierland wist zich, hoewel ongeslagen, niet te plaatsen voor het hoofdtoernooi.

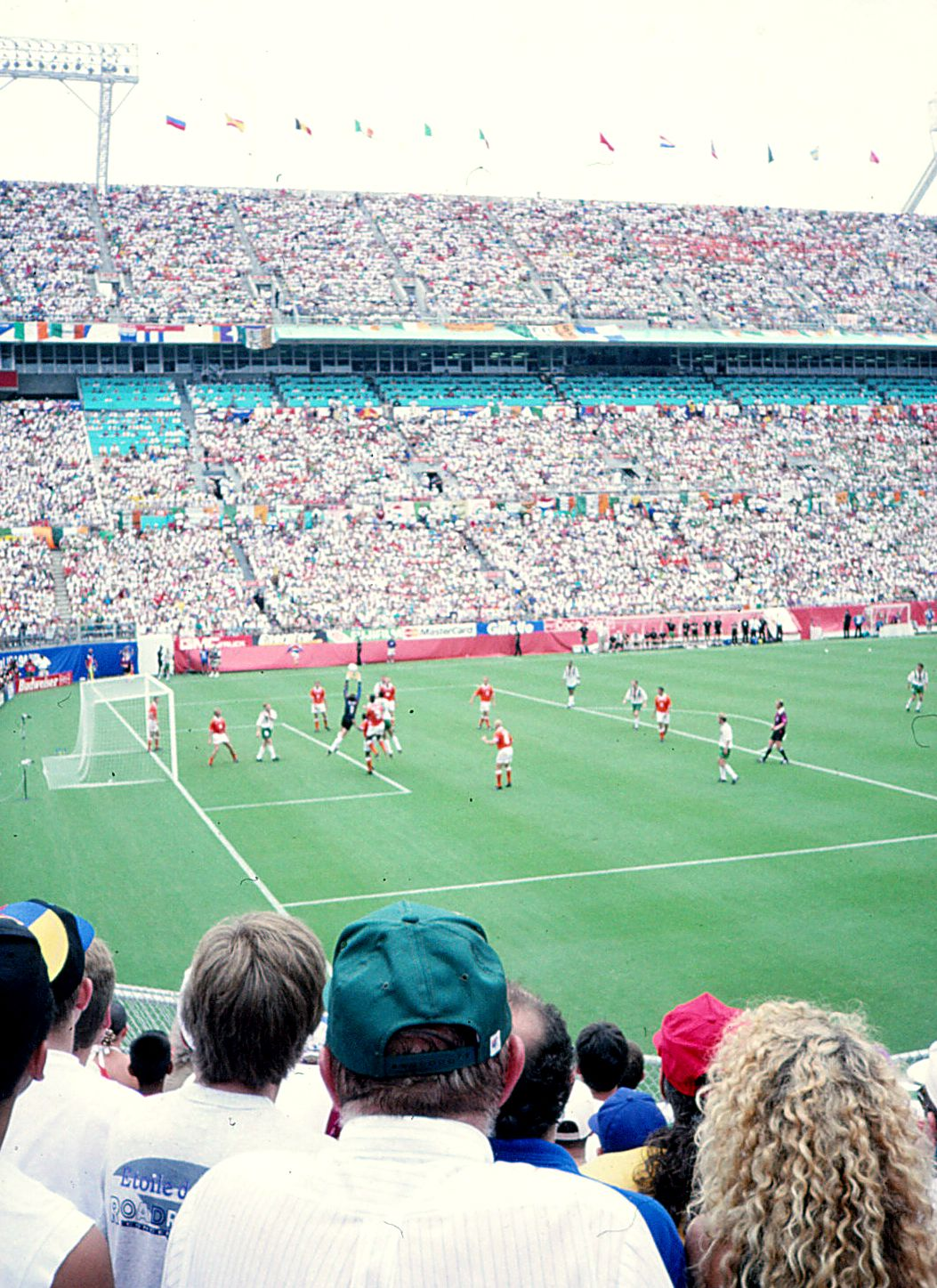
Ierland versus Nederland in de achtste finale van het WK 1994

Voor de tweede maal op rij plaatste Ierland zich voor het wereldkampioenschap, dat in 1994 plaatsvond in de Verenigde Staten. In het kwalificatietoernooi, waarin eilandgenoot Noord-Ierland wederom een van de tegenstanders was, eindigde Ierland op basis van doelsaldo op plaats twee, voor Denemarken. In de oefenwedstrijden in aanloop naar het toernooi in juni 1994 versloeg het elftal zowel Bolivia (1–0) als Duitsland, regerend wereldkampioen en 34 jaar lang ongeslagen (2–0). De eerste opponent in de groepsfase van het wereldkampioenschap was Italië, een land waarvan de Ieren nog nooit hadden gewonnen. Nu wel: in de twaalfde minuut maakte Aston Villa-speler Houghton het enige doelpunt van het duel. Van Mexico werd weliswaar verloren (1–2) maar aan een doelpuntloos gelijkspel tegen Noorwegen had het Iers elftal genoeg om net als vier jaar eerder de tweede ronde te bereiken. Op 4 juli 1994 werd de achtste finale verloren van het Nederlands elftal van bondscoach Dick Advocaat na doelpunten in de eerste helft van Dennis Bergkamp en Wim Jonk. 
| Doel                                                      |                 |    |    |                     |
| 1                                                         | Packie Bonner   | 23 | 0  | Celtic              |
| 22                                                        | Gerry Peyton    | 28 | 0  | Bournemouth         |
| Verdediging                                               |                 |    |    |                     |
| 2                                                         | Chris Morris    | 26 | 0  | Celtic              |
| 3                                                         | Steve Staunton  | 18 | 1  | Liverpool           |
| 4                                                         | Mick McCarthy   | 47 | 1  | Millwall            |
| 5                                                         | Kevin Moran     | 55 | 6  | Blackburn Rovers    |
| 7                                                         | Paul McGrath    | 41 | 4  | Aston Villa         |
| 12                                                        | David O'Leary   | 52 | 0  | Arsenal             |
| 14                                                        | Chris Hughton   | 50 | 1  | Tottenham Hotspur   |
| Middenveld                                                |                 |    |    |                     |
| 6                                                         | Ronnie Whelan   | 39 | 3  | Liverpool           |
| 8                                                         | Ray Houghton    | 34 | 3  | Liverpool           |
| 11                                                        | Kevin Sheedy    | 33 | 6  | Everton             |
| 13                                                        | Andy Townsend   | 17 | 1  | Norwich City        |
| 16                                                        | John Sheridan   | 9  | 1  | Sheffield Wednesday |
| 21                                                        | Alan McLoughlin | 3  | 0  | Swindon Town        |
| Aanval                                                    |                 |    |    |                     |
| 9                                                         | John Aldridge   | 35 | 3  | Real Sociedad       |
| 10                                                        | Tony Cascarino  | 26 | 5  | Aston Villa         |
| 15                                                        | Bernie Slaven   | 4  | 1  | Middlesbrough       |
| 17                                                        | Niall Quinn     | 19 | 3  | Manchester City     |
| 18                                                        | Frank Stapleton | 71 | 20 | Blackburn Rovers    |
| 19                                                        | David Kelly     | 6  | 4  | Leicester City      |
| 20                                                        | John Byrne      | 19 | 1  | Le Havre            |
| Zie Spelers voor de overige toernooiselecties van Ierland |                 |    |    |                     |

Kort na het WK volgde direct het volgende kwalificatietoernooi (voor het Europees kampioenschap voetbal 1996); plaatsing was inmiddels de gebruikelijke verwachting van de Ierse supporters, nu jaren op rij het nationaal elftal succesvol was geweest op meerdere interlandtoernooien. In een groep met Noord-Ierland en Portugal ging het echter mis: Ierland eindigde achter deze landen en miste het EK 1996. De steun van het Ierse volk bleek fragiel: na jaren van succes – en steun van het publiek – werden Jack Charlton en zijn elftal bekritiseerd na deze misser. De FAI, de nationale voetbalbond, was altijd al gevoelig geweest voor de publieke opinie en vreesde altijd dat de toeschouwersaantallen bij tegenvallende resultaten zouden slinken – net zoals in de jaren 80 was gebeurd. Op 21 december 1995 verzocht het bestuur van de bond Charlton om zijn ontslag te nemen, ondanks de successen die hij Ierland had gebracht en het enthousiasme voor de sport die hij in het land had gegenereerd.

### Terugval onder Mick McCarthy
Rondom het vertrek van Charlton kwam het binnen de Ierse voetbalbond tot een conflict, wat ook bevestigd werd door het ontslag van Association's Accountant Michael Morris. Ook de technisch directeur, vicevoorzitter, senior-vicevoorzitter en een deel van het bestuur stapten op. Mick McCarthy, onder Charlton een vaste waarde in het nationaal elftal tot zijn afscheid in 1990, werd uiteindelijk in 1996 gekozen uit een kort lijstje van kandidaat-bondscoaches. Hij nam ontslag als trainer bij Millwall om direct aan de slag te kunnen als opvolger van Jack Charlton. De eerste interland onder zijn leiding was een oefenwedstrijd tegen Rusland op 27 maart 1996, die met 0–2 werd verloren. Shay Given, thans na Robbie Keane de international met meeste wedstrijden achter zijn naam, maakte als doelman zijn debuut. Het was aan McCarthy om te bouwen aan een nieuw Iers voetbalelftal nu de gouden generatie onder Charlton ten einde was. Daarnaast moest hij zien om te gaan met de bestuurlijke wanorde binnen de FAI en de negatieve publieke opinie die hij ervoer als opvolger van de beste bondscoach die Ierland ooit gekend had.
Voorafgaand aan het kwalificatietoernooi voor het wereldkampioenschap voetbal 1998 begon McCarthy met een lange reeks vriendschappelijke wedstrijden, waarmee hem de kans gegeven werd een nieuwe selectie op te zetten. Het waren acht interlands; geen van de eerste zeven werd gewonnen. De achtste wedstrijd, op 15 juni 1996 tegen Bolivia, werd de eerste overwinning onder McCarthy. Het elftal dat hij opstelde was het jongste ooit in de geschiedenis, met een gemiddelde leeftijd van 21 jaar. Packie Bonner was de ervaren uitzondering met een leeftijd van 36 jaar: hij speelde zijn afscheidswedstrijd. Voor de tweede maal op rij liep Ierland toernooikwalificatie mis, nadat in het najaar van 1997 een play-off tegen België met één doelpunt verschil werd verloren. Er zat wel een significant verschil tussen beide mislukkingen: daar waar in 1995 Charlton nog de leidsman was en men gewend was dat hij en zijn elftal garant stonden voor succes, viel de prestatie van 1997 mee – McCarthy moest het doen met een jonger en minder getalenteerd elftal dan Charlton en had relatief slecht gepresteerd in de eerste acht vriendschappelijke wedstrijden onder zijn leiding, waardoor de verwachting lager was. Dat Ierland op de tweede plaats in de kwalificatiegroep was geëindigd stemde derhalve ook optimistisch.
Het Europees kampioenschap voetbal 2000, georganiseerd in België en Nederland, was het volgende doel van McCarthy: de loting was niet ongunstig met Joegoslavië, Kroatië, Macedonië en Malta. De Ieren wonnen van de acht wedstrijden er vijf en verloren er twee. In Skopje werd in oktober 1999 de laatste kwalificatiewedstrijd gespeeld tegen het Macedonisch elftal. Binnen twintig minuten had Quinn Ierland op voorsprong gezet, waarmee het zich virtueel geplaatst had; Goran Stavrevski maakte in de blessuretijd de gelijkmaker, waardoor Ierland terugviel naar de tweede plaats en (voor de derde keer op rij) doorstroomde naar de play-offs. In november speelde het elftal tweemaal tegen Turkije: thuis werd met 1–1 gelijkgespeeld, uit met 0–0, waardoor de Turken op basis van de regels rond uitdoelpunten kwalificatie afdwongen. Bij het tweede duel raakte McCarthy's meest ervaren man, Tony Cascarino, betrokken bij een gevecht direct na afloop van de wedstrijd; de FAI tekende protest aan bij de UEFA, maar zonder resultaat.

### Laatste WK-deelname in Oost-Azië
Het wereldkampioenschap voetbal 2002 in Zuid-Korea en Japan was Ierlands derde en vooralsnog laatste WK. McCarthy stond in 2000 ruim vier jaar aan het roer bij Ierland en had inmiddels een selectie met zowel ervaren spelers als jonge talenten. Onder zijn leiding kende het Iers elftal een stijgende lijn, met tweemaal op rij een ternauwernood gemist interlandtoernooi. In de kwalificaties werd Ierland gekoppeld aan Nederland en Portugal, landen die sterker werden geacht, maar waartegen de Ieren driemaal gelijkspeelden en eenmaal wonnen. Zoals het elftal inmiddels gewend was geraakt, eindigde het op de tweede plaats in de groep (met ongeslagen status) en plaatste zich zo voor een intercontinentale play-off tegen het Iraans voetbalelftal, afgevaardigde van de Aziatische voetbalconfederatie.
Op 10 november 2001 werd in eigen huis Iran met 2–0 verslagen; in Teheran werd met 1–0 verloren door een doelpunt in blessuretijd, wat voldoende was voor plaatsing voor het WK – voor het eerst onder leiding van Mick McCarthy. De WK-selectie die met hem meereisde naar Oost-Azië telde meerdere sterspelers actief in de Engelse Premier League, waaronder Robbie Keane en Damien Duff. Aanvoerder Roy Keane behoorde ook tot die categorie, maar werd voorafgaand aan het toernooi uit de selectie gezet na een conflict met McCarthy. Het conflict werd genoemd als factor die invloed had op de vroegtijdige uitschakeling op het WK. Steve Staunton, die tijdens de groepsfase zijn honderdste interland speelde, nam de rol van aanvoerder op zich en opende met zijn medespelers het WK 2002 in Niigata tegen Kameroen (1–1 gelijkspel). Viel dat gelijkspel wellicht tegen, dezelfde uitslag vier dagen later tegen Duitsland (Robbie Keane maakte de gelijkmaker in de laatste minuut) werd uitgebreid gevierd.
De derde groepswedstrijd was een 3–0 overwinning op Saoedi-Arabië; samen met Duitsland ging Ierland door naar de achtste finale, waarin het Spanje trof. Op 16 juni 2002 ging het duel tussen Spanje en Ierland gelijk op en mondde uiteindelijk uit in strafschoppen. Iker Casillas, Spaans doelman, speelde een hoofdrol door twee Ierse strafschoppen te stoppen. Nadat ook Matt Holland miste, was Ierland uitgeschakeld en ging Spanje door naar de kwartfinale. Het was vooralsnog de laatste deelname van het Iers elftal aan een wereldkampioenschap voetbal.

### Jaren onder Giovanni Trapattoni
Het conflict met Roy Keane hing voor, tijdens en na het wereldkampioenschap 2002 boven het nationaal elftal van Ierland. Keane, die de staf en met name McCarthy slechte voorbereiding op het WK had verweten, had de publieke opinie achter zich, zeker na een televisie-interview waarin die slechte voorbereiding gedetailleerd uit de doeken werd gedaan. Een onafhankelijke onderzoekscommissie werd ingesteld en oordeelde hard over de preparaties in aanloop naar het toernooi, wat ook leidde tot het opstappen van secretaris-generaal Brendan Menton. De positie van McCarthy werd onhoudbaar toen Ierland geen goede start kende van de kwalificaties voor het EK 2004; in Moskou werd op 7 september 2002 met 4–2 verloren van Rusland, een maand later verloor Ierland in eigen stadion met 1–2 van Zwitserland. Op 5 november 2002 bood McCarthy zijn ontslag aan.
Brian Kerr volgde hem op, deed het niet beter dan McCarthy – Ierland eindigde in een kwalificatiegroep voor het WK 2006 in Duitsland als vierde, achter Frankrijk, Zwitserland en Israël – en werd in oktober 2005 na negen jaar actief te zijn geweest voor de FAI ontslagen. Onder Kerrs leiding viel Ierland op de FIFA-wereldranglijst voor het eerst sinds 1998 buiten de top vijftig. Steve Staunton, McCarthy's aanvoerder tijdens het wereldkampioenschap in Japan en Zuid-Korea, werd aangesteld als opvolger van Kerr. Hij deed het niet beter: het Iers elftal plaatste zich wederom niet voor een toernooi, nu het EK 2008, en bleef steken in de middenmoot van de kwalificatiegroep. In oktober 2006 verloor Ierland met 5–2 van Cyprus, beschouwd als een van de zwaarste nederlagen in de geschiedenis van het elftal. Een jaar na die verliespartij stapte Staunton op.
In februari 2008 werd Giovanni Trapattoni, oud-bondscoach van Italië, als nieuwe bondscoach aangesteld, met een contract ingaande nadat hij zijn seizoen bij Red Bull Salzburg had afgemaakt. Oud-international Liam Brady ging aan de slag als assistent van Trapattoni.
De Italiaan begon zijn termijn als bondscoach van Ierland met twee oefeninterlands in mei 2008, tegen Servië (1–1 gelijkspel) en Colombia (1–0 overwinning). Die ongeslagen status werd voortgezet in het kwalificatietoernooi voor het WK 2010 in Zuid-Afrika (op 8 september 2009 wonnen de Ieren een vriendschappelijke wedstrijd van het nationaal elftal van het gastland). Zowel in 2008 als in 2009 was Ierland onder Trapattoni succesvol en verloor uiteindelijk in de kwalificatiegroep geen enkele wedstrijd – viermaal winst, zesmaal een gelijkspel. Daarmee eindigde het op de tweede plaats achter Italië, dat zevenmaal won. Zoals de Ieren in de jaren 90 gewend waren geraakt, plaatste Ierland zich daarmee voor de play-off.
Rondom de barragewedstrijden met Frankrijk als opponent zou nog jarenlang een zweem van controverse hangen. In september 2009, kort voor de eerste play-offwedstrijden, besloot wereldvoetbalbond FIFA om de manier van loten voor de play-offs aan te passen: in plaats van het willekeurig indelen van de acht deelnemende landen over vier wedstrijden, werd besloten vier landen – waaronder sowieso Frankrijk en sowieso niet Ierland – een geplaatste status te geven, die daardoor verzekerd waren van een "zwakkere" tegenstander. Op 14 november 2009 verloor het Iers elftal de eerste wedstrijd in eigen huis met 0–1 na een doelpunt van Nicolas Anelka. Vier dagen later troffen de landen elkaar voor het beslissende duel in het Stade de France nabij Parijs. Robbie Keane maakte na een halfuur het eerste doelpunt, waardoor een verlenging werd afgedwongen: beide landen hadden immers één uitdoelpunt gemaakt. In de verlenging keurde de Zweedse scheidsrechter Martin Hansson een doelpunt van William Gallas in de 103de minuut goed; dit ondanks een handsbal van aanvoerder Thierry Henry direct voorafgaand aan dat doelpunt. Henry gaf na afloop van de wedstrijd aan een replay van de wedstrijd eerlijk te vinden, nadat hij ook toegaf de bal met zijn hand aangeraakt te hebben.
De Ierse voetbalbond tekende officieel protest aan bij de FIFA, hetgeen bij toenmalig voorzitter Sepp Blatter geen gehoor zou vinden. Ook de politiek mengde zich in de discussie: onder meer Iers minister van Justitie Dermot Ahern riep de FIFA op tot fair play, waarop de Franse premier François Fillon zei dat de Ierse overheid zich niet zou moeten bemoeien met beslissingen in sportwedstrijden. De Ierse Taoiseach (premier) Brian Cowen besprak op 19 november de situatie met toenmalig president Nicolas Sarkozy, die op zijn beurt zijn medeleven uitte, maar tegelijkertijd aangaf niet de rol van arbiter op zich te willen nemen.
Nadat de FIFA niet inging op het protest en ook de Franse voetbalbond niet wilde meewerken, staakte Ierland het protest. Frankrijk kwalificeerde zich voor het wereldkampioenschap, waar het slecht zou presteren en voornamelijk in het nieuws zou komen door het geruzie in de spelersgroep en een conflict met de bondscoach. In de zomer van 2015, ruim vijf jaar na het handsbalincident van Henry, gaf FAI-voorzitter John Delaney aan destijds het protest tegen de FIFA en Frankrijk gestaakt te hebben omdat hij een financiële compensatie met Blatter was overeengekomen. Een bedrag van circa vijf miljoen euro zou aan de FAI betaald worden als deze geen rechtszaak tegen de FIFA zou beginnen.

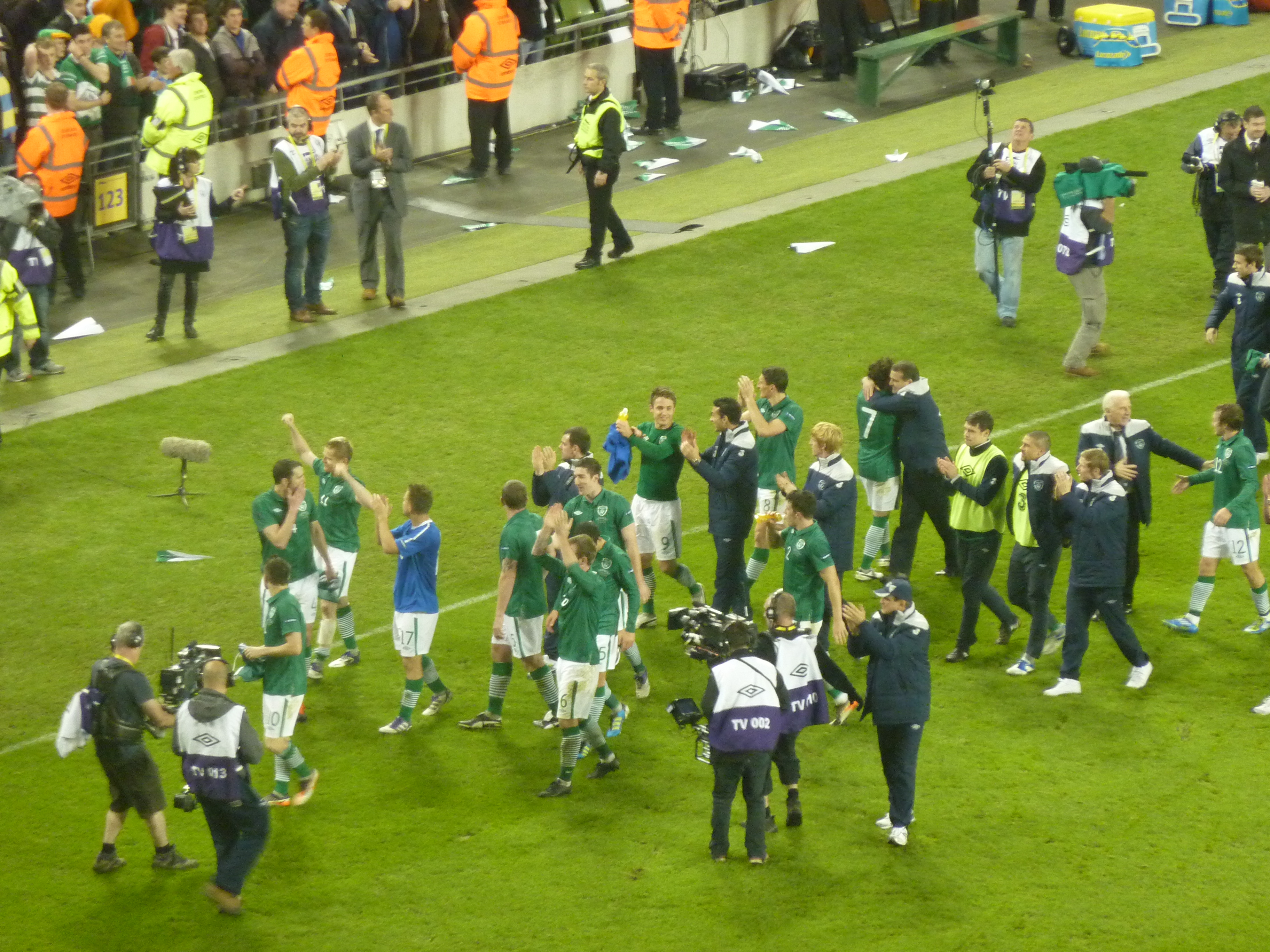
Het elftal van Ierland na plaatsing voor het Europees kampioenschap voetbal 2012

Jarenlang was Ierland niet meer zo dicht bij toernooikwalificatie geweest als in 2009, dus de FAI ging door met Trapattoni als bondscoach. In het voorjaar van 2011 won Ierland het Vierlandentoernooi van Noord-Ierland, Schotland en Wales. In drie wedstrijden kreeg het geen doelpunt tegen. De kwalificaties voor het Europees kampioenschap voetbal 2012 in Polen en Oekraïne werden begonnen met een 0–1 overwinning op Armenië en 3–1 winst op Andorra. Op 8 oktober 2010 leed Ierland de enige nederlaag uit het kwalificatietoernooi, in eigen stadion tegen Rusland (2–3). Een jaar later, op 11 oktober 2011, werd met een nieuwe overwinning op Armenië de (gebruikelijke) tweede positie veiliggesteld, achter het Russisch elftal.
In de play-offs won Ierland over twee wedstrijden met 5–1 van Estland; het toernooi van 2012 werd het tweede EK voor Ierland en tevens de eerste deelname aan een interlandtoernooi sinds het wereldkampioenschap voetbal 2002. In groep C speelden de Ieren hun eerste wedstrijd op 10 juni 2012 tegen Kroatië. Sean St Ledger was voor Ierland trefzeker, maar voorkwam daarmee niet dat Kroatië uitliep naar een 1–3 overwinning, na twee doelpunten van Mario Mandžukić. De twee andere tegenstanders waren Spanje (regerend wereld- en Europees kampioen) en Italië, ook de twee latere finalisten. Spanje versloeg Ierland met 4–0, Italië won met 2–0. Na afloop van het toernooi prees toenmalig UEFA-voorzitter Michel Platini de Ierse supporters, die ook na de afgetekende nederlaag tegen Spanje massaal in het stadion bleven en de spelers toezongen.
De uitschakeling van Ierland in de groepsfase was de slechtste prestatie op een interlandtoernooi sinds 1988. Trapattoni begon in september 2012 aan zijn derde kwalificatietoernooi als bondscoach, voor het wereldkampioenschap in Brazilië in 2014: Duitsland, Zweden, Oostenrijk, de Faeröer en Kazachstan werden als opponenten geloot. In het eerste thuisduel tijdens de kwalificatiecampagne, op 12 oktober 2012 tegen Duitsland, leed het Iers elftal zijn zwaarste competitieve thuisnederlaag ooit: 1–6. Op 10 september verloor Ierland met 1–0 in en van Oostenrijk (David Alaba maakte zes minuten voor tijd het enige doelpunt), waardoor het uitgeschakeld was voor WK-deelname. Een dag na deze wedstrijd maakte Trapattoni bekend te stoppen als bondscoach, terwijl zijn contract nog doorliep tot mei 2014. In totaal stond hij bij 64 interlands (26 maal een overwinning, 22 maal een gelijkspel, 16 maal een nederlaag) langs de zijlijn.

### Recente ontwikkelingen en EK 2016

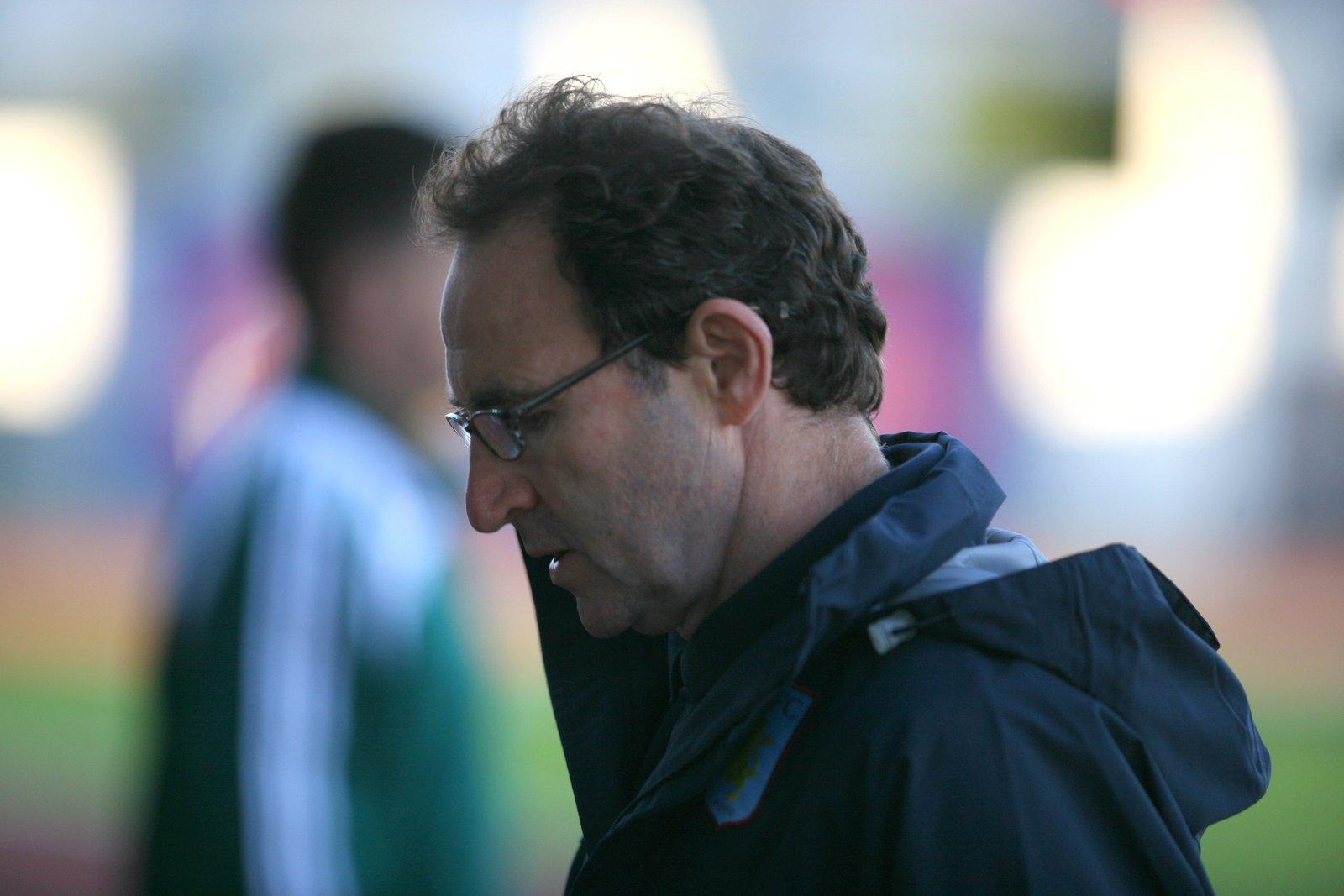
Martin O'Neill was in 2013-2018 bondscoach van Ierland

De FAI stelde op 5 november 2013 de Noord-Ier Martin O'Neill aan als nieuwe bondscoach. Roy Keane, die in 2002 uit het nationaal elftal werd verbannen voorafgaand aan het WK, werd zijn assistent. De eerste interland onder zijn leiding, twee weken na zijn aanstelling, vriendschappelijk tegen Letland werd met 3–0 gewonnen; vier dagen later eindigde een ontmoeting met Polen in een doelpuntloos gelijkspel. In de zomer van 2014 fungeerde het Iers elftal als sparringpartner voor WK-deelnemers, waaronder Italië en Costa Rica (respectievelijk 0–0 en 1–1). Tien maanden na zijn aanstelling tot bondscoach stond O'Neill voor het eerst aan de zijlijn bij een competitieve interland.
In februari 2014 was Ierland in het kwalificatietoernooi voor het Europees kampioenschap voetbal 2016 gekoppeld aan Duitsland, Polen, Schotland, Georgië en Gibraltar. De eerste wedstrijd werd gespeeld tegen Georgië in Tbilisi: het Iers elftal won met 1–2, na twee doelpunten van Aiden McGeady; bij een 1–1 stand maakte hij in de laatste minuut het winnende doelpunt. Een maand later versloeg Ierland het elftal van Gibraltar, nieuwkomer binnen de UEFA, dat zijn zevende interland speelde. Na onder meer een hattrick van aanvoerder Robbie Keane en twee doelpunten van McGeady eindigde het duel in 7–0, dezelfde score van Polen een maand eerder tegen Gibraltar. Het was niet de grootste overwinning uit de geschiedenis van het Iers voetbalelftal: dat was een EK-kwalificatiewedstrijd tegen Malta op 16 november 1983 in de verder onsuccesvolle periode van bondscoach Hand, met 8–0 als eindstand.
Bondscoach O'Neill bleek wel succesvol, met name na aanvang van het EK-kwalificatietoernooi. In dat toernooi won Ierland vijf wedstrijden (waaronder thuis tegen wereldkampioen Duitsland op 8 oktober 2015) en speelde het driemaal gelijk. Op 11 oktober 2015 speelden de Ieren tegen Polen de laatste en beslissende wedstrijd – de winnaar plaatste zich direct voor het hoofdtoernooi, samen met nummer één Duitsland, de verliezer eindigde als nummer drie en plaatste zich voor de play-off. Jonathan Walters bracht Ierland na een kwartier spelen op 1–1 na een vroeg tegendoelpunt, maar de Pool Robert Lewandowski maakte enkele minuten voor het einde van de eerste helft het winnende doelpunt. Ierland kon zich daardoor uitsluitend nog kwalificeren via de play-off, waarin Bosnië en Herzegovina als tegenstander werd geloot. De eerste wedstrijd, op 13 november 2015 in Zenica, eindigde in een gelijkspel: Robbie Brady opende de score acht minuten voor tijd, met Edin Džeko enkele minuten later als maker van de gelijkmaker (1–1). Desondanks had Ierland met dat uitdoelpunt een goede uitgangspositie voor de terugwedstrijd, drie dagen later in eigen land.
Jonathan Walters besliste de wedstrijd, die nog ten dele in het teken stond van aanslagen in Parijs enkele dagen eerder, waarbij ook een EK-stadion het doelwit was, door tweemaal te scoren. Na 24 minuten benutte hij een door Björn Kuipers toegekende strafschop, waarna hij twintig minuten voor tijd het duel besliste met een directe vrije trap. Daarmee plaatste Ierland zich voor de tweede maal op rij voor het Europees kampioenschap.
Ierland begon het EK met een 1-1 gelijkspel tegen Zweden, Wes Hoolahan opende de score, maar een eigen doelpunt van Ciaran Clark voorkwam een overwinning. In de tweede helft ging Ierland kansloos ten onder tegen België en Ierland moest winnen van het al geplaatste Italië om zich als nummer drie van deze groep te kwalificeren voor de achtste finale. Vijf minuten voor tijd scoorde Robbie Brady de winnende treffer en Ierland plaatste zich voor de achtste finale. In de achtste finale nam Ierland tegen het gastland Frankrijk kwam Ierland al in de eerste minuut op voorsprong na een benutte strafschop van dezelfde Brady. In de tweede helft trok Frankrijk het recht door twee doelpunten van Antoine Griezmann waardoor Frankrijk doorging naar de kwartfinale en Ierland de koffers kon pakken. Meeste indruk maakten de Ierse supporters die in de stadions en in het hele land met vaak ludieke acties een positieve indruk creëerde.
Voor kwalificatie van het WK van 2018 maakte Ierland een goede start. De ploeg staat met tien punten uit vier wedstrijden. Uit boekte het belangrijke punten tegen concurrenten Servië (2-2) en Oostenrijk (0-1). Een 0-1 thuisnederlaag tegen Servië deed de kansen voor rechtstreekse kwalificatie minimaliseren. Op 9 oktober 2017 trad Ierland aan tegen Wales in de laatste kwalificatiewedstrijd voor het WK. Wales had op dat moment een punt voorsprong op de Ieren en Ierland moest winnen om nog via de play-offs naar het WK te kunnen. Bij een nederlaag van Servië tegen Georgië kon de ploeg van O'Neill nog rechtstreeks naar het WK. James McClean maakte in de 58e minuut de winnende goal voor Ierland waardoor zij over Wales heen gingen. Door een overwinning van Servië op Georgië gingen de Ieren naar de play-offs. Bij de loting voor de play-offs werd Ierland gekoppeld aan Denemarken. Na de 0-0 in Kopenhagen werd Ierland in eigen huis, ondanks een vroege 1-0 voorsprong, met 1-5 verslagen en kwalificeerde het zich niet voor het WK.
Nadat de Ierse ploeg in 2018 was gedegradeerd naar de C divisie in de UEFA Nations League, namen Martin O'Neill en Roy Keane ontslag. Zij werden vervangen door een oude bekende: Mick McCarthy.

## Prestaties op eindrondes

### Wereldkampioenschap
| Wereldkampioenschap voetbal | Wereldkampioenschap voetbal | Wereldkampioenschap voetbal | Wereldkampioenschap voetbal | Wereldkampioenschap voetbal | Wereldkampioenschap voetbal | Wereldkampioenschap voetbal | Wereldkampioenschap voetbal | Wereldkampioenschap voetbal | Wereldkampioenschap voetbal |
| Jaar                        | Ronde                       | Wed.                        | W                           | G                           | V                           | DV                          | DT                          | Kwal                        |                             |
| --------------------------- | --------------------------- | --------------------------- | --------------------------- | --------------------------- | --------------------------- | --------------------------- | --------------------------- | --------------------------- | --------------------------- |
| 1930                        | Niet deelgenomen            | Niet deelgenomen            | Niet deelgenomen            | Niet deelgenomen            | Niet deelgenomen            | Niet deelgenomen            | Niet deelgenomen            | Niet deelgenomen            |                             |
| 1934                        | Niet gekwalificeerd         | Niet gekwalificeerd         | Niet gekwalificeerd         | Niet gekwalificeerd         | Niet gekwalificeerd         | Niet gekwalificeerd         | Niet gekwalificeerd         | Niet gekwalificeerd         |                             |
| 1938                        | Niet gekwalificeerd         | Niet gekwalificeerd         | Niet gekwalificeerd         | Niet gekwalificeerd         | Niet gekwalificeerd         | Niet gekwalificeerd         | Niet gekwalificeerd         | Niet gekwalificeerd         |                             |
| 1950                        | Niet gekwalificeerd         | Niet gekwalificeerd         | Niet gekwalificeerd         | Niet gekwalificeerd         | Niet gekwalificeerd         | Niet gekwalificeerd         | Niet gekwalificeerd         | Niet gekwalificeerd         |                             |
| 1954                        | Niet gekwalificeerd         | Niet gekwalificeerd         | Niet gekwalificeerd         | Niet gekwalificeerd         | Niet gekwalificeerd         | Niet gekwalificeerd         | Niet gekwalificeerd         | Niet gekwalificeerd         |                             |
| 1958                        | Niet gekwalificeerd         | Niet gekwalificeerd         | Niet gekwalificeerd         | Niet gekwalificeerd         | Niet gekwalificeerd         | Niet gekwalificeerd         | Niet gekwalificeerd         | Niet gekwalificeerd         |                             |
| 1962                        | Niet gekwalificeerd         | Niet gekwalificeerd         | Niet gekwalificeerd         | Niet gekwalificeerd         | Niet gekwalificeerd         | Niet gekwalificeerd         | Niet gekwalificeerd         | Niet gekwalificeerd         |                             |
| 1966                        | Niet gekwalificeerd         | Niet gekwalificeerd         | Niet gekwalificeerd         | Niet gekwalificeerd         | Niet gekwalificeerd         | Niet gekwalificeerd         | Niet gekwalificeerd         | Niet gekwalificeerd         |                             |
| 1970                        | Niet gekwalificeerd         | Niet gekwalificeerd         | Niet gekwalificeerd         | Niet gekwalificeerd         | Niet gekwalificeerd         | Niet gekwalificeerd         | Niet gekwalificeerd         | Niet gekwalificeerd         |                             |
| 1974                        | Niet gekwalificeerd         | Niet gekwalificeerd         | Niet gekwalificeerd         | Niet gekwalificeerd         | Niet gekwalificeerd         | Niet gekwalificeerd         | Niet gekwalificeerd         | Niet gekwalificeerd         |                             |
| 1978                        | Niet gekwalificeerd         | Niet gekwalificeerd         | Niet gekwalificeerd         | Niet gekwalificeerd         | Niet gekwalificeerd         | Niet gekwalificeerd         | Niet gekwalificeerd         | Niet gekwalificeerd         |                             |
| 1982                        | Niet gekwalificeerd         | Niet gekwalificeerd         | Niet gekwalificeerd         | Niet gekwalificeerd         | Niet gekwalificeerd         | Niet gekwalificeerd         | Niet gekwalificeerd         | Niet gekwalificeerd         |                             |
| 1986                        | Niet gekwalificeerd         | Niet gekwalificeerd         | Niet gekwalificeerd         | Niet gekwalificeerd         | Niet gekwalificeerd         | Niet gekwalificeerd         | Niet gekwalificeerd         | Niet gekwalificeerd         |                             |
| 1990                        | Kwartfinale                 | 5                           | 0                           | 4                           | 1                           | 2                           | 3                           | (Kwal.)                     |                             |
| 1994                        | Achtste finale              | 4                           | 1                           | 1                           | 2                           | 2                           | 4                           | (Kwal.)                     |                             |
| 1998                        | Niet gekwalificeerd         | Niet gekwalificeerd         | Niet gekwalificeerd         | Niet gekwalificeerd         | Niet gekwalificeerd         | Niet gekwalificeerd         | Niet gekwalificeerd         | Niet gekwalificeerd         |                             |
| 2002                        | Achtste finale              | 4                           | 1                           | 3                           | 0                           | 6                           | 3                           | (Kwal.)                     |                             |
| 2006                        | Niet gekwalificeerd         | Niet gekwalificeerd         | Niet gekwalificeerd         | Niet gekwalificeerd         | Niet gekwalificeerd         | Niet gekwalificeerd         | Niet gekwalificeerd         | Niet gekwalificeerd         |                             |
| 2010                        | Niet gekwalificeerd         | Niet gekwalificeerd         | Niet gekwalificeerd         | Niet gekwalificeerd         | Niet gekwalificeerd         | Niet gekwalificeerd         | Niet gekwalificeerd         | Niet gekwalificeerd         |                             |
| 2014                        | Niet gekwalificeerd         | Niet gekwalificeerd         | Niet gekwalificeerd         | Niet gekwalificeerd         | Niet gekwalificeerd         | Niet gekwalificeerd         | Niet gekwalificeerd         | Niet gekwalificeerd         |                             |
| 2018                        | Niet gekwalificeerd         | Niet gekwalificeerd         | Niet gekwalificeerd         | Niet gekwalificeerd         | Niet gekwalificeerd         | Niet gekwalificeerd         | Niet gekwalificeerd         | Niet gekwalificeerd         |                             |
| 2022                        | Niet gekwalificeerd         | Niet gekwalificeerd         | Niet gekwalificeerd         | Niet gekwalificeerd         | Niet gekwalificeerd         | Niet gekwalificeerd         | Niet gekwalificeerd         | Niet gekwalificeerd         |                             |
| Totaal                      | 3/20                        | 13                          | 2                           | 8                           | 3                           | 10                          | 10                          |                             |                             |

### Europees kampioenschap
| Europees kampioenschap voetbal | Europees kampioenschap voetbal | Europees kampioenschap voetbal | Europees kampioenschap voetbal | Europees kampioenschap voetbal | Europees kampioenschap voetbal | Europees kampioenschap voetbal | Europees kampioenschap voetbal | Europees kampioenschap voetbal | Europees kampioenschap voetbal |
| Jaar                           | Ronde                          | Wed.                           | W                              | G                              | V                              | DV                             | DT                             | Kwal                           |                                |
| ------------------------------ | ------------------------------ | ------------------------------ | ------------------------------ | ------------------------------ | ------------------------------ | ------------------------------ | ------------------------------ | ------------------------------ | ------------------------------ |
| 1960                           | Niet gekwalificeerd            | Niet gekwalificeerd            | Niet gekwalificeerd            | Niet gekwalificeerd            | Niet gekwalificeerd            | Niet gekwalificeerd            | Niet gekwalificeerd            | Niet gekwalificeerd            |                                |
| 1964                           | Niet gekwalificeerd            | Niet gekwalificeerd            | Niet gekwalificeerd            | Niet gekwalificeerd            | Niet gekwalificeerd            | Niet gekwalificeerd            | Niet gekwalificeerd            | Niet gekwalificeerd            |                                |
| 1968                           | Niet gekwalificeerd            | Niet gekwalificeerd            | Niet gekwalificeerd            | Niet gekwalificeerd            | Niet gekwalificeerd            | Niet gekwalificeerd            | Niet gekwalificeerd            | Niet gekwalificeerd            |                                |
| 1972                           | Niet gekwalificeerd            | Niet gekwalificeerd            | Niet gekwalificeerd            | Niet gekwalificeerd            | Niet gekwalificeerd            | Niet gekwalificeerd            | Niet gekwalificeerd            | Niet gekwalificeerd            |                                |
| 1976                           | Niet gekwalificeerd            | Niet gekwalificeerd            | Niet gekwalificeerd            | Niet gekwalificeerd            | Niet gekwalificeerd            | Niet gekwalificeerd            | Niet gekwalificeerd            | Niet gekwalificeerd            |                                |
| 1980                           | Niet gekwalificeerd            | Niet gekwalificeerd            | Niet gekwalificeerd            | Niet gekwalificeerd            | Niet gekwalificeerd            | Niet gekwalificeerd            | Niet gekwalificeerd            | Niet gekwalificeerd            |                                |
| 1984                           | Niet gekwalificeerd            | Niet gekwalificeerd            | Niet gekwalificeerd            | Niet gekwalificeerd            | Niet gekwalificeerd            | Niet gekwalificeerd            | Niet gekwalificeerd            | Niet gekwalificeerd            |                                |
| 1988                           | Groepsfase                     | 3                              | 1                              | 1                              | 1                              | 2                              | 2                              | (Kwal.)                        |                                |
| 1992                           | Niet gekwalificeerd            | Niet gekwalificeerd            | Niet gekwalificeerd            | Niet gekwalificeerd            | Niet gekwalificeerd            | Niet gekwalificeerd            | Niet gekwalificeerd            | Niet gekwalificeerd            |                                |
| 1996                           | Niet gekwalificeerd            | Niet gekwalificeerd            | Niet gekwalificeerd            | Niet gekwalificeerd            | Niet gekwalificeerd            | Niet gekwalificeerd            | Niet gekwalificeerd            | Niet gekwalificeerd            |                                |
| 2000                           | Niet gekwalificeerd            | Niet gekwalificeerd            | Niet gekwalificeerd            | Niet gekwalificeerd            | Niet gekwalificeerd            | Niet gekwalificeerd            | Niet gekwalificeerd            | Niet gekwalificeerd            |                                |
| 2004                           | Niet gekwalificeerd            | Niet gekwalificeerd            | Niet gekwalificeerd            | Niet gekwalificeerd            | Niet gekwalificeerd            | Niet gekwalificeerd            | Niet gekwalificeerd            | Niet gekwalificeerd            |                                |
| 2008                           | Niet gekwalificeerd            | Niet gekwalificeerd            | Niet gekwalificeerd            | Niet gekwalificeerd            | Niet gekwalificeerd            | Niet gekwalificeerd            | Niet gekwalificeerd            | Niet gekwalificeerd            |                                |
| 2012                           | Groepsfase                     | 3                              | 0                              | 0                              | 3                              | 1                              | 9                              | (Kwal.)                        |                                |
| 2016                           | Achtste finale                 | 4                              | 1                              | 1                              | 2                              | 3                              | 6                              | (Kwal.)                        |                                |
| 2020                           | Niet gekwalificeerd            | Niet gekwalificeerd            | Niet gekwalificeerd            | Niet gekwalificeerd            | Niet gekwalificeerd            | Niet gekwalificeerd            | Niet gekwalificeerd            | Niet gekwalificeerd            |                                |
| 2024                           | Niet gekwalificeerd            | Niet gekwalificeerd            | Niet gekwalificeerd            | Niet gekwalificeerd            | Niet gekwalificeerd            | Niet gekwalificeerd            | Niet gekwalificeerd            | Niet gekwalificeerd            |                                |
| Totaal                         | 3/14                           | 10                             | 2                              | 2                              | 6                              | 6                              | 17                             |                                |                                |

### UEFA Nations League
| 2018–19 | B | 23e | 4 | 0 | 2 | 2 | 1 | 5 | Stabiel |
| 2020–21 | B | 28e | 6 | 0 | 3 | 3 | 1 | 4 | Stabiel |
| 2022–23 | B | 26e | 6 | 2 | 1 | 3 | 8 | 7 | Stabiel |

## Speelstijl
Het Iers voetbalelftal heeft geen duidelijk definieerbare speelstijl van het niveau tiki-taka (Spanje) of de Hollandse school (Nederland). Het heeft ook door de jaren heen meermaals gewisseld van systeem, variërend van defensief tot sterk aanvallend. Tijdens één periode was de stijl van Ierland wel degelijk typerend: onder Jack Charlton, die met Ierland de grootste successen boekte, kenmerkte het elftal zich door simpliciteit, getuige ook een opmerking van Charlton tijdens het Europees kampioenschap voetbal 1988 over de eigen speelwijze: "Voetbal is een eenvoudig spelletje en daarom spelen wij het simpel". Dat simpele spel kwam er in werkelijkheid op neer dat in wedstrijden onder Charltons leiding de spelers veelvuldig gebruikmaakten van de lange pass. De bedoeling was deze pass te richten op de ruimte achter de verdedigingslinie van de opponent, om vervolgens die verdedigers op te jagen, ze vast te zetten op hun eigen speelhelft en proberen de bal te ontnemen of proberen een fout bij een verdediger te forceren. De Ierse doelmannen werd bevolen nooit de bal naar een verdediger te spelen, maar altijd zo ver mogelijk te schieten; het spel behoorde pas op de helft van de tegenstander te beginnen.
Middenvelder Roy Keane, actief onder Charlton tussen 1991 en 1996, stelde vast dat er "verder niets achter de toverformule van Charlton zat dan dat wat op het eerst gezicht het geval leek". Zijn kritiek op de speelwijze van Ierland leidde meermaals tot een conflict tussen hem en de bondscoach. Samen met andere critici merkte Keane op dat de selectie in de jaren 90 dermate getalenteerd was, dat het systeem van de lange pass niet de enige sleutel tot succes hoefde te zijn. Daadwerkelijk deelnemen aan het spel leek hen ook een optie. Charlton verweerde zich onder meer door het belang van stabiliteit binnen een nationaal elftal te benadrukken, zodat elke opgeroepen speler zich snel bekend wist met het te spelen systeem. In het verlengde hiervan hechtte hij ook veel waarde aan het oefenen op dode spelmomenten, met name hoekschoppen en vrije trappen.
Aan het einde van Charltons periode in de geschiedenis van het Iers elftal, in 1995, werd de kritiek in de media op zijn handelen steeds feller, met name van de kant van Eamon Dunphy. Dunphy, oud-international en voetbalanalist bij RTÉ, vroeg zich af wat Ierland bereikt zou hebben als het gecoacht zou worden door een bondscoach "die wél beschikte over visie en moed". De Ierse spelers waren tekortgedaan door de "gemakkelijke tactiek" van Charlton, die na "zijn falen" herhaaldelijk werd opgeroepen af te treden.

## FIFA-wereldranglijst
In de laatste jaren van Jack Charltons termijn als bondscoach van Ierland richtte wereldvoetbalbond FIFA een ranglijst op, de FIFA-wereldranglijst, met in december 1992 de eerste uitgave. In zowel die editie als de volgende, van augustus 1993, stond Ierland op de zesde positie, tevens de hoogste plaats van het land in de historie van de ranglijst. Sindsdien loopt Ierlands notering parallel aan de prestaties op het interlandtoneel: gedurende de terugval onder McCarthy zakte het uit de top tien naar plaats 57 in november 1998, tot op dat moment de laagste positie ooit.
Dat 1998 het dieptepunt was onder leiding van McCarthy blijkt ook uit de positie op de ranglijst, daar Ierland vanaf dat moment (tot aan 2004) een continue stijging tewerkstelde. Eind 2004 was het met een twaalfde plaats opnieuw dicht bij een plaats in de top tien. Onder de Italiaanse coach Trapattoni zakte Ierland tussen 2011 en 2014 snel weg op de wereldranglijst; in juni 2014 daalde het vier plaatsen naar de 70ste positie, een diepterecord.
| 1993 | 1994 | 1995 | 1996 | 1997 | 1998 | 1999 | 2000 | 2001 | 2002 | 2003 | 2004 | 2005 | 2006 | 2007 | 2008 | 2009 | 2010 | 2011 | 2012 | 2013 | 2014 | 2015 | 2016 | 2017 | 2018 | 2019 | 2020 | 2021 | 2022 | 2023 | 2024 |
| ---- | ---- | ---- | ---- | ---- | ---- | ---- | ---- | ---- | ---- | ---- | ---- | ---- | ---- | ---- | ---- | ---- | ---- | ---- | ---- | ---- | ---- | ---- | ---- | ---- | ---- | ---- | ---- | ---- | ---- | ---- | ---- |
| 10   | 9    | 28   | 36   | 47   | 56   | 35   | 31   | 17   | 14   | 14   | 12   | 24   | 49   | 35   | 38   | 35   | 36   | 22   | 42   | 67   | 64   | 31   | 23   | 32   | 33   | 34   | 42   | 47   | 48   | 60   | 60   |

## Huidige selectie
Bijgewerkt tot en met 23 maart 2025, de interland tegen  Bulgarije in de UEFA Nations League.
| Nr.         | Naam               | Wed. | Dlpnt. | Club                |
| ----------- | ------------------ | ---- | ------ | ------------------- |
| Doel        |                    |      |        |                     |
| 1           | Caoimhín Kelleher  | 22   | 0      | Liverpool           |
| 16          | Gavin Bazunu       | 22   | 0      | Standard Luik       |
| 23          | Mark Travers       | 4    | 0      | Middlesbrough       |
| Verdediging |                    |      |        |                     |
| 2           | Matt Doherty       | 50   | 3      | Wolves              |
| 3           | Ryan Manning       | 15   | 0      | Southampton         |
| 4           | Dara O'Shea        | 33   | 0      | Ipswich Town        |
| 5           | Jake O'Brien       | 5    | 0      | Everton             |
| 12          | Jimmy Dunne        | 1    | 0      | Queens Park Rangers |
| 20          | James Abankwah     | 0    | 0      | Watford             |
| 22          | Nathan Collins     | 28   | 2      | Brentford           |
| Middenveld  |                    |      |        |                     |
| 6           | Josh Cullen        | 42   | 0      | Burnley             |
| 7           | Finn Azaz          | 7    | 1      | Middlesbrough       |
| 8           | Jason Knight       | 37   | 1      | Bristol City        |
| 11          | Robbie Brady       | 70   | 10     | Preston North End   |
| 13          | Mark Sykes         | 7    | 0      | Bristol City        |
| 17          | Andrew Moran       | 2    | 0      | Stoke City          |
| 18          | Jack Taylor        | 3    | 0      | Ipswich Town        |
| Aanval      |                    |      |        |                     |
| 9           | Evan Ferguson      | 20   | 5      | West Ham United     |
| 10          | Adam Idah          | 30   | 5      | Celtic              |
| 14          | Rocco Vata         | 1    | 0      | Watford             |
| 15          | Troy Parrott       | 28   | 5      | AZ                  |
| 19          | Sinclair Armstrong | 1    | 0      | Bristol City        |
| 21          | Mikey Johnston     | 15   | 2      | West Brom           |

### Recent opgeroepen
De volgende spelers zijn in 2024 opgeroepen voor het nationale elftal, maar zaten niet bij de meest recente selectie.
| Nr.         | Naam               | Wed. | Dlpnt. | Club              |
| ----------- | ------------------ | ---- | ------ | ----------------- |
| Doel        |                    |      |        |                   |
|             | Max O'Leary        | 0    | 0      | Bristol City      |
|             | David Harrington   | 0    | 0      | Fleetwood Town    |
| Verdediging |                    |      |        |                   |
|             | Séamus Coleman     | 73   | 1      | Everton           |
|             | Shane Duffy        | 61   | 7      | Norwich City      |
|             | Enda Stevens       | 26   | 0      | Stoke City        |
|             | Andrew Omobamidele | 10   | 0      | Strasbourg        |
|             | Liam Scales        | 9    | 1      | Celtic            |
|             | Festy Ebosele      | 7    | 0      | Başakşehir        |
|             | Mark McGuinness    | 1    | 0      | Luton Town        |
|             | Bosun Lawal        | 0    | 0      | Stoke City        |
| Middenveld  |                    |      |        |                   |
|             | Alan Browne        | 37   | 5      | Sunderland        |
|             | Callum O'Dowda     | 31   | 1      | Cardiff City      |
|             | Jayson Molumby     | 29   | 0      | West Brom         |
|             | Will Smallbone     | 11   | 0      | Southampton       |
|             | Conor Coventry     | 0    | 0      | Charlton Athletic |
|             | Joe Hodge          | 0    | 0      | Huddersfield Town |
| Aanval      |                    |      |        |                   |
|             | Callum Robinson    | 38   | 9      | Cardiff City      |
|             | Chiedozie Ogbene   | 24   | 4      | Ipswich Town      |
|             | Jamie McGrath      | 13   | 0      | Aberdeen          |
|             | Michael Obafemi    | 12   | 2      | Plymouth Argyle   |
|             | Sammie Szmodics    | 10   | 0      | Ipswich Town      |
|             | Kasey McAteer      | 4    | 0      | Leicester City    |
|             | Tom Cannon         | 2    | 0      | Sheffield United  |

## Spelersrecords

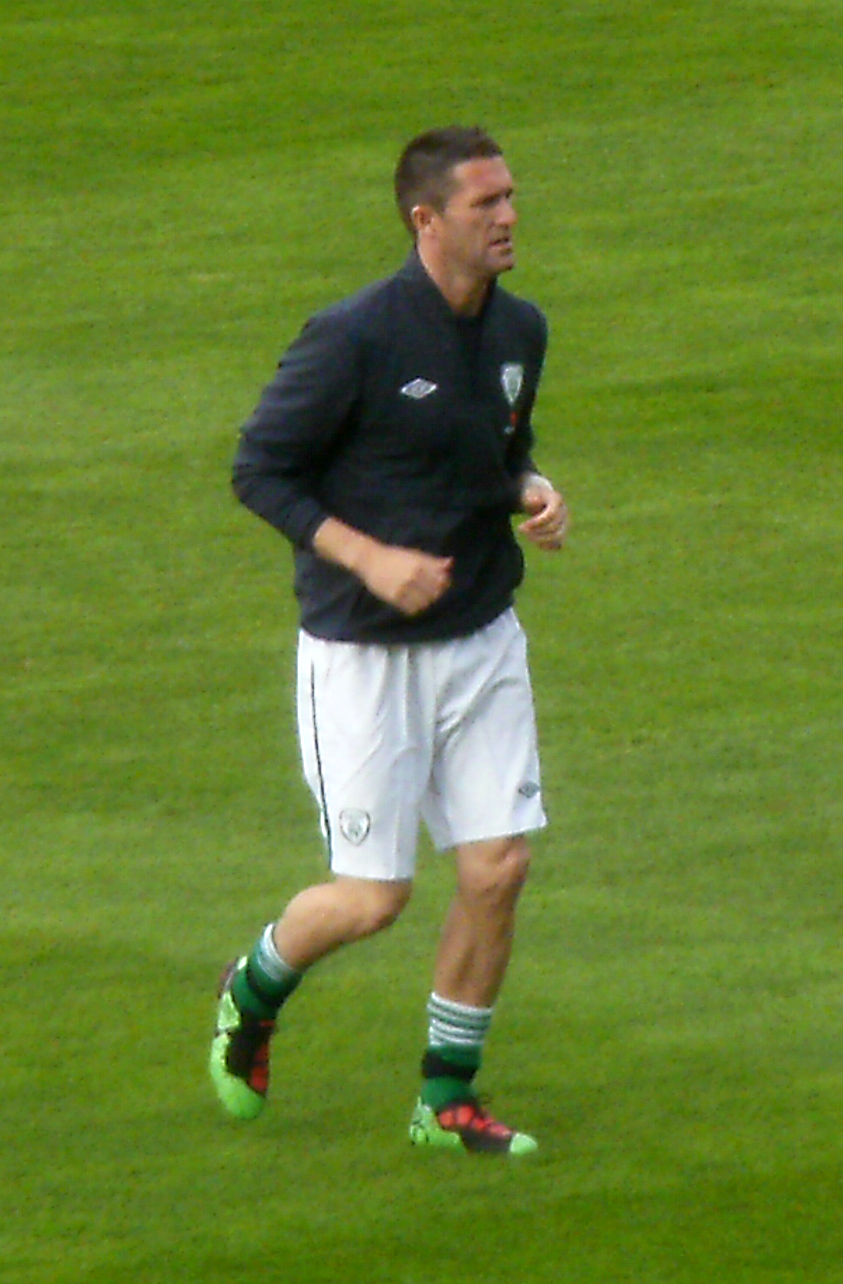
Robbie Keane in 2010, thans recordinternational en topscorer van Ierland. Keane maakt gemiddeld bijna 0,5 doelpunt per interland.

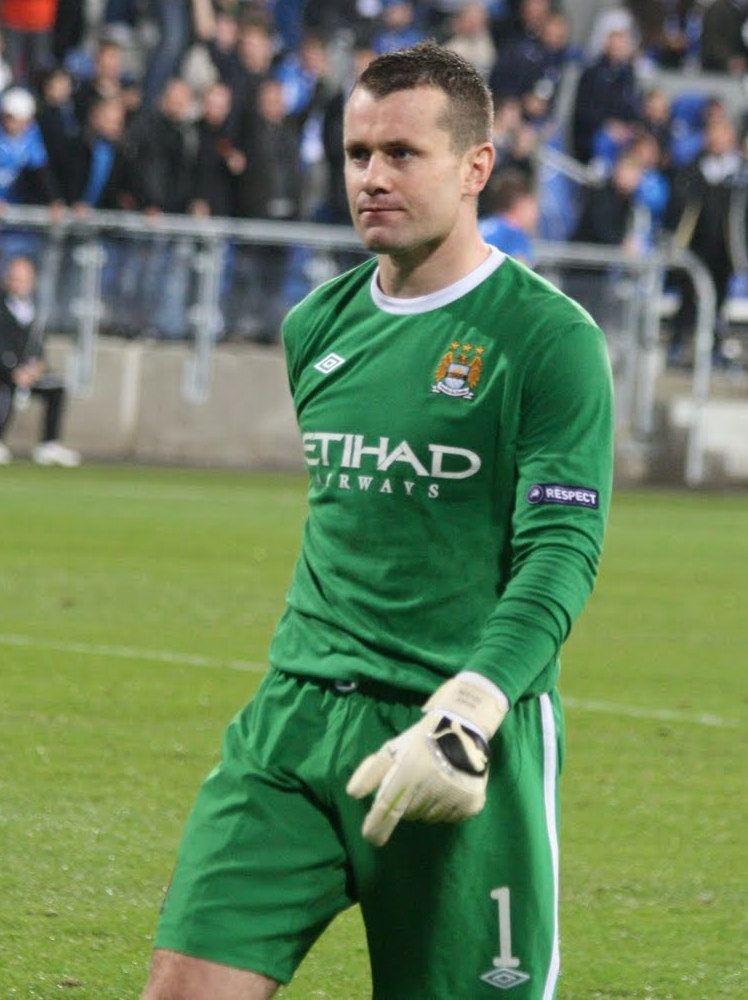
Shay Given in 2010, thans doelman met de meeste interlands voor Ierland. Na Keane speelde hij de meeste interlands in de geschiedenis van het nationaal elftal.

### Meeste interlands
|    | Naam           | Carrière  | Interlands | Doelpunten |
| -- | -------------- | --------- | ---------- | ---------- |
| 1  | Robbie Keane   | 1998–2016 | 146        | 68         |
| 2  | Shay Given     | 1996–2016 | 134        | 0          |
| 3  | John O'Shea    | 2001–2018 | 116        | 3          |
| 4  | Kevin Kilbane  | 1997–2011 | 110        | 8          |
| 5  | Steve Staunton | 1988–2002 | 102        | 8          |
| 6  | Damien Duff    | 1998–2012 | 100        | 8          |
| 7  | Niall Quinn    | 1986–2002 | 91         | 21         |
| 8  | Tony Cascarino | 1986–2000 | 88         | 19         |
| 9  | Aiden McGeady  | 2004–     | 86         | 5          |
| 10 | Paul McGrath   | 1985–1997 | 83         | 8          |

Laatst bijgewerkt: 6 februari 2017

### Meeste doelpunten
|    | Naam            | Carrière  | Doelpunten | Interlands | Gemiddelde |
| -- | --------------- | --------- | ---------- | ---------- | ---------- |
| 1  | Robbie Keane    | 1998–2016 | 68         | 146        | 0,47       |
| 2  | Niall Quinn     | 1986–2002 | 21         | 91         | 0,23       |
| 3  | Frank Stapleton | 1976–1990 | 20         | 71         | 0,28       |
| 4  | Don Givens      | 1969–1981 | 19         | 56         | 0,34       |
| 4  | Tony Cascarino  | 1986–2000 | 19         | 88         | 0,22       |
| 4  | John Aldridge   | 1986–1996 | 19         | 69         | 0,28       |
| 7  | Shane Long      | 2007–     | 17         | 71         | 0,24       |
| 8  | Noel Cantwell   | 1953–1967 | 14         | 36         | 0,39       |
| 8  | Kevin Doyle     | 2006–2014 | 14         | 61         | 0,23       |
| 10 | Gerry Daly      | 1973–1986 | 13         | 48         | 0,27       |
| 10 | Jimmy Dunne     | 1930–1939 | 13         | 22         | 0,59       |

Laatst bijgewerkt: 6 februari 2017

## Statistieken

### Tegenstanders
Het Iers voetbalelftal speelde tot op heden tegen 79 landen. Drie van deze landen bestaan niet meer, te weten Joegoslavië, de Sovjet-Unie en Tsjecho-Slowakije. In die groep bevindt zich tevens één land dat sinds 2014 lid is van de UEFA, maar geen door wereldvoetbalbond FIFA erkend elftal: Gibraltar, een overzees territorium van het Verenigd Koninkrijk. Van alle 79 opponenten heeft Ierland tegen dit elftal de beste cijfers gehaald.
Ierland speelde tot op heden tegen 50 leden van de UEFA: alleen Azerbeidzjan, Kosovo, Noord-Macedonië, Oekraïne en Slovenië waren nog nooit tegenstander in een officiële interland. Moldavië was in oktober 2016 voor het eerst tegenstander tijdens het WK-kwalificatietoernooi voor het wereldkampioenschap voetbal 2018. UEFA-lid Polen was het vaakst tegenstander van Ierland, zevenentwintig maal (zes overwinningen), waarvan drieëntwintig op vriendschappelijke basis. De laatste overwinning op het Pools elftal dateert uit 2013.
In de eerste decennia na de oprichting van het elftal van de Ierse Vrijstaat trof het alleen Europese tegenstanders. Het elftal speelde tussen 1926 en 1958 uitsluitend oefeninterlands en, om de twee of drie jaar, enkele WK-kwalificatiewedstrijden. Op 13 mei 1951 ontmoette Ierland voor het eerst een niet-Europees nationaal elftal, Argentinië, dat in Dublin won na een doelpunt van Ángel Labruna. Het duurde bijna tien jaar voordat Ierland voor de tweede maal een wedstrijd tegen een overzeese tegenstander speelde, Chili dit keer, waarvan het in maart 1960 won. Onder bondscoach Liam Tuohy ondernam het Iers elftal in 1972 voor het eerst een tournee buiten het Europees continent en reisde het af naar Brazilië voor deelname aan de Taça Independência (Onafhankelijkheidsbeker), waar het naast twee Zuid-Amerikaanse landen ook een interland speelde tegen het Aziatische Iran.
Onder bondscoach Giles volgde een tweede tournee in 1974, waarin het drie van de Zuid-Amerikaanse grootmachten trof, naast Brazilië ook Uruguay en Chili. Chili werd verslagen. Vijf jaar later speelde Ierland voor het eerst tegen een CONCACAF-lid, de Verenigde Staten, en kort daarop volgde een eerste ontmoeting met een elftal uit Afrika, Algerije. Sinds de jaren 90 organiseert de FAI regelmatig interlands tegen niet-Europese tegenstanders.
- Bijgewerkt tot en met de wedstrijd tegen  Portugal (0-3) op 11 juni 2024.

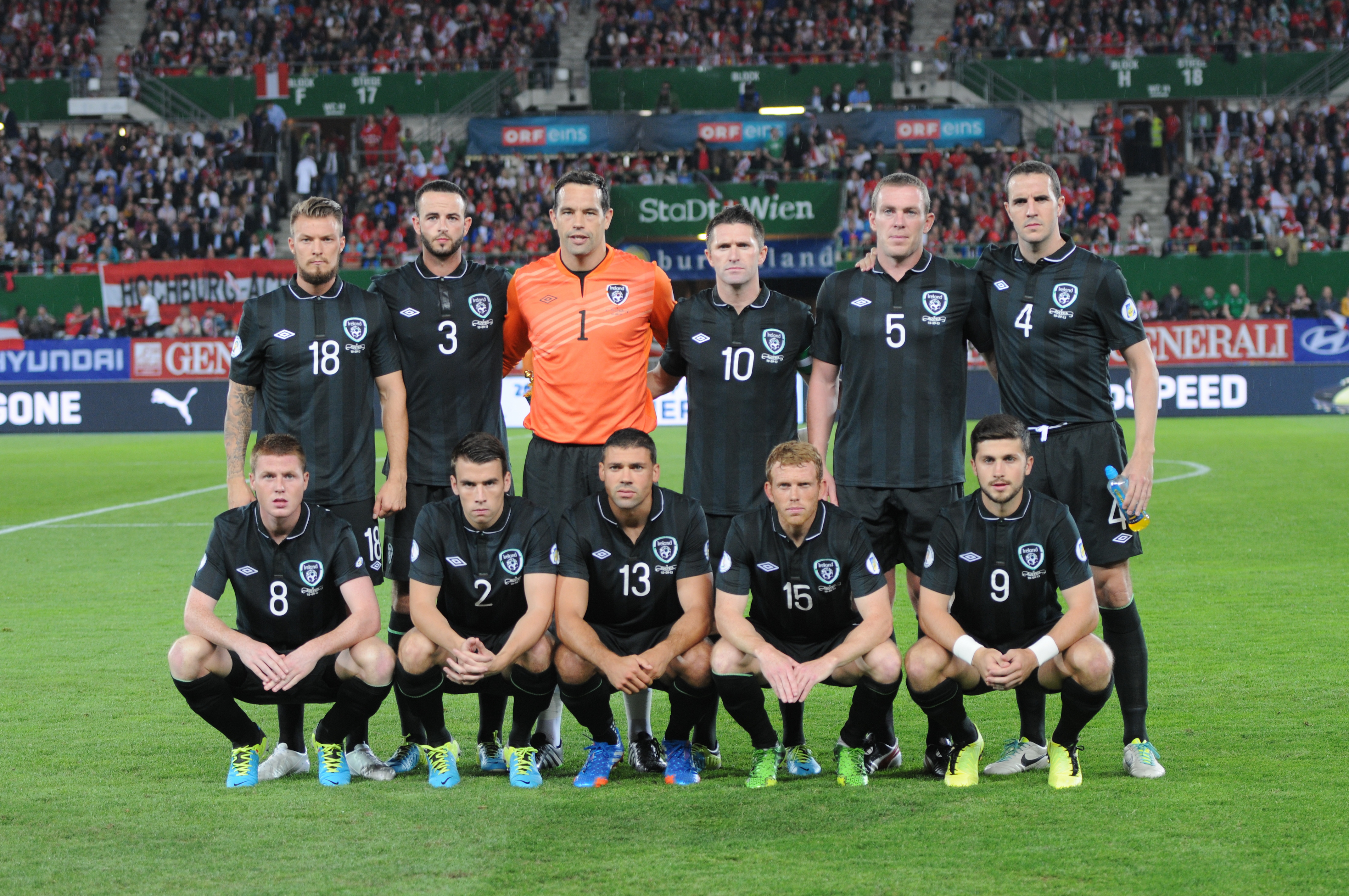
Ierland versus Oostenrijk (2014)

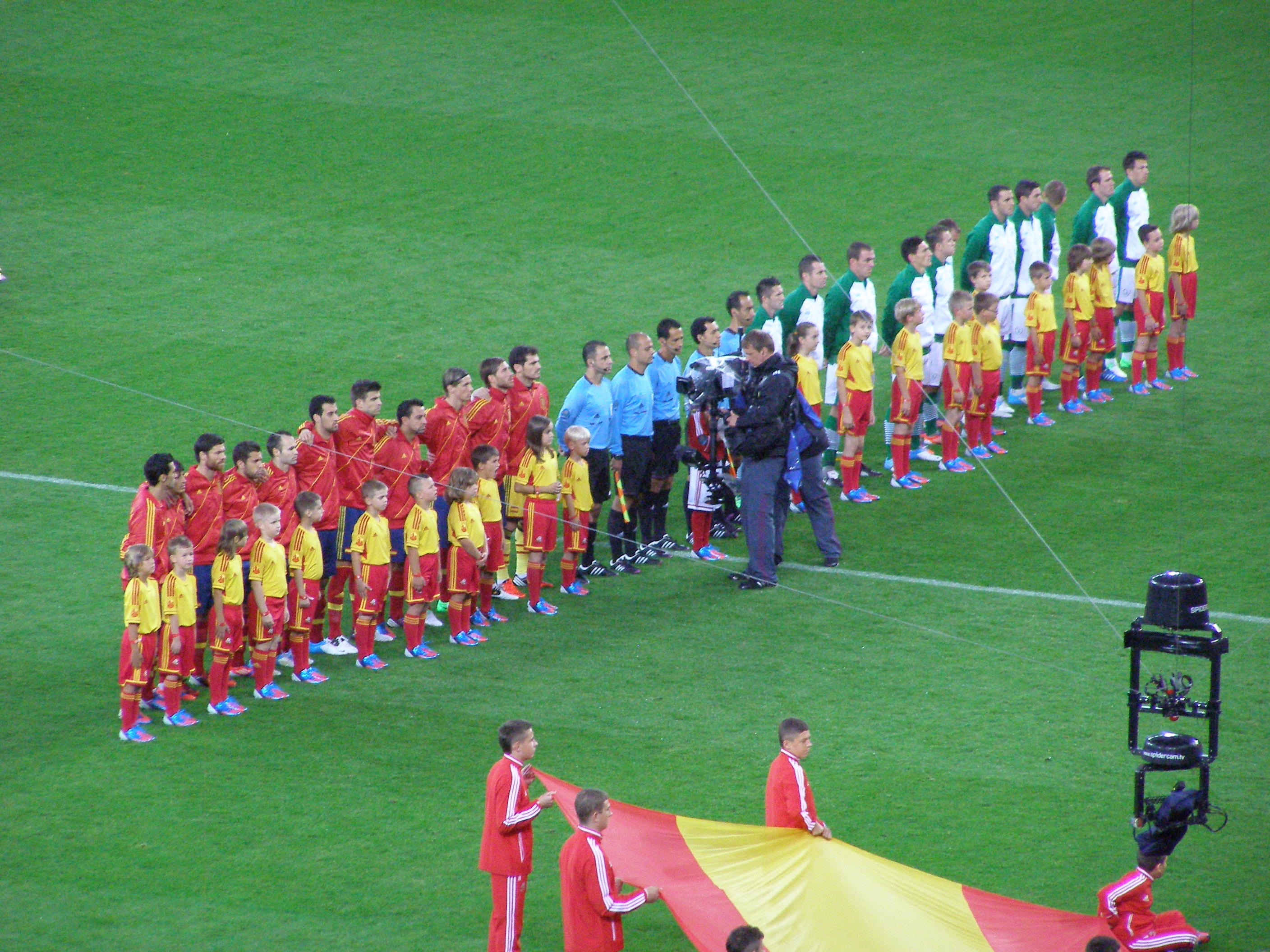
Ierland versus Spanje (2012)

| Tegenstander                   | Wed. | W | G  | V  | DV | DT | DS  |
| ------------------------------ | ---- | - | -- | -- | -- | -- | --- |
| Albanië → (details)            | 4    | 3 | 1  | 0  | 6  | 1  | +5  |
| Algerije → (details)           | 2    | 1 | 0  | 1  | 3  | 2  | +1  |
| Andorra → (details)            | 5    | 5 | 0  | 0  | 15 | 3  | +12 |
| Argentinië → (details)         | 4    | 0 | 0  | 4  | 0  | 5  | –5  |
| Armenië → (details)            | 4    | 3 | 0  | 1  | 6  | 4  | +2  |
| Australië → (details)          | 2    | 1 | 0  | 1  | 2  | 4  | –2  |
| Azerbeidzjan → (details)       | 2    | 1 | 0  | 1  | 4  | 1  | +3  |
| België → (details)             | 17   | 4 | 7  | 6  | 26 | 30 | –4  |
| Bolivia → (details)            | 3    | 2 | 1  | 0  | 5  | 1  | +4  |
| Bosnië en Her. → (details)     | 3    | 2 | 1  | 0  | 4  | 1  | +3  |
| Brazilië → (details)           | 6    | 1 | 1  | 4  | 2  | 12 | –10 |
| Bulgarije → (details)          | 13   | 4 | 6  | 3  | 15 | 10 | +5  |
| Canada → (details)             | 1    | 1 | 0  | 0  | 3  | 0  | +3  |
| Chili → (details)              | 6    | 2 | 1  | 3  | 6  | 6  | 0   |
| China → (details)              | 2    | 2 | 0  | 0  | 2  | 0  | +2  |
| Colombia → (details)           | 1    | 1 | 0  | 0  | 1  | 0  | +1  |
| Costa Rica → (details)         | 1    | 0 | 1  | 0  | 1  | 1  | 0   |
| Cyprus → (details)             | 10   | 8 | 1  | 1  | 27 | 9  | +18 |
| Denemarken → (details)         | 19   | 4 | 10 | 5  | 22 | 22 | 0   |
| Duitsland → (details)          | 20   | 6 | 5  | 9  | 24 | 35 | –11 |
| Ecuador → (details)            | 2    | 1 | 1  | 0  | 4  | 3  | +1  |
| Egypte → (details)             | 1    | 0 | 1  | 0  | 0  | 0  | 0   |
| Engeland → (details)           | 17   | 3 | 8  | 6  | 14 | 23 | –9  |
| Estland → (details)            | 4    | 3 | 1  | 0  | 9  | 1  | +8  |
| Faeröer → (details)            | 4    | 4 | 0  | 0  | 11 | 1  | +10 |
| Finland → (details)            | 7    | 3 | 2  | 2  | 11 | 4  | +7  |
| Frankrijk → (details)          | 20   | 4 | 5  | 11 | 15 | 29 | –14 |
| Georgië → (details)            | 11   | 9 | 2  | 0  | 18 | 5  | +13 |
| Gibraltar → (details)          | 6    | 6 | 0  | 0  | 21 | 0  | +21 |
| Griekenland → (details)        | 5    | 0 | 1  | 4  | 1  | 6  | –5  |
| Hongarije → (details)          | 14   | 3 | 6  | 5  | 20 | 26 | –6  |
| IJsland → (details)            | 8    | 5 | 2  | 1  | 16 | 7  | +9  |
| Iran → (details)               | 3    | 2 | 0  | 1  | 4  | 2  | +2  |
| Israël → (details)             | 5    | 1 | 3  | 1  | 8  | 6  | +2  |
| Italië → (details)             | 14   | 3 | 3  | 8  | 10 | 20 | –10 |
| Jamaica → (details)            | 1    | 1 | 0  | 0  | 1  | 0  | +1  |
| Joegoslavië → (details)        | 4    | 2 | 0  | 2  | 6  | 7  | –1  |
| Kameroen → (details)           | 1    | 0 | 1  | 0  | 1  | 1  | 0   |
| Kazachstan → (details)         | 2    | 2 | 0  | 0  | 5  | 2  | +3  |
| Kroatië → (details)            | 7    | 2 | 3  | 2  | 8  | 8  | 0   |
| Letland → (details)            | 6    | 6 | 0  | 0  | 17 | 3  | +14 |
| Liechtenstein → (details)      | 4    | 3 | 1  | 0  | 14 | 0  | +14 |
| Litouwen → (details)           | 5    | 4 | 1  | 0  | 6  | 1  | +5  |
| Luxemburg → (details)          | 7    | 6 | 0  | 1  | 17 | 3  | +14 |
| Macedonië → (details)          | 6    | 4 | 1  | 1  | 11 | 5  | +6  |
| Malta → (details)              | 8    | 8 | 0  | 0  | 25 | 2  | +23 |
| Marokko → (details)            | 1    | 1 | 0  | 0  | 1  | 0  | +1  |
| Mexico → (details)             | 6    | 0 | 4  | 2  | 6  | 9  | –3  |
| Moldavië → (details)           | 2    | 2 | 0  | 0  | 5  | 1  | +4  |
| Montenegro → (details)         | 2    | 0 | 2  | 0  | 0  | 0  | 0   |
| Nederland → (details)          | 22   | 7 | 4  | 13 | 30 | 43 | –13 |
| Nieuw-Zeeland → (details)      | 2    | 1 | 1  | 0  | 4  | 2  | +2  |
| Nigeria → (details)            | 3    | 0 | 1  | 2  | 2  | 6  | –4  |
| Noord-Ierland → (details)      | 11   | 4 | 5  | 2  | 17 | 4  | +13 |
| Noorwegen → (details)          | 19   | 7 | 8  | 4  | 30 | 21 | +9  |
| Oekraïne → (details)           | 2    | 0 | 1  | 1  | 1  | 2  | -1  |
| Oman → (details)               | 3    | 3 | 0  | 0  | 10 | 1  | +9  |
| Oostenrijk → (details)         | 16   | 3 | 4  | 9  | 19 | 37 | –18 |
| Paraguay → (details)           | 2    | 2 | 0  | 0  | 4  | 1  | +3  |
| Polen → (details)              | 28   | 6 | 11 | 11 | 30 | 44 | –14 |
| Portugal → (details)           | 16   | 4 | 3  | 9  | 11 | 25 | –14 |
| Qatar → (details)              | 2    | 0 | 1  | 1  | 5  | 1  | +4  |
| Roemenië → (details)           | 5    | 2 | 2  | 1  | 4  | 2  | +2  |
| Rusland → (details)            | 7    | 1 | 3  | 3  | 7  | 10 | –3  |
| San Marino → (details)         | 2    | 2 | 0  | 0  | 7  | 1  | +6  |
| Saoedi-Arabië → (details)      | 1    | 1 | 0  | 0  | 3  | 0  | +3  |
| Schotland → (details)          | 13   | 5 | 3  | 5  | 13 | 14 | –1  |
| Servië → (details)             | 7    | 0 | 4  | 3  | 7  | 10 | –3  |
| Slowakije → (details)          | 6    | 1 | 5  | 0  | 6  | 5  | +1  |
| Sovjet-Unie → (details)        | 8    | 3 | 1  | 4  | 8  | 8  | 0   |
| Spanje → (details)             | 26   | 4 | 7  | 15 | 18 | 54 | –36 |
| Trinidad en Tobago → (details) | 1    | 0 | 0  | 1  | 1  | 2  | –1  |
| Tsjechië → (details)           | 8    | 2 | 2  | 4  | 9  | 13 | –4  |
| Tsjecho-Slowakije → (details)  | 12   | 4 | 1  | 7  | 14 | 29 | –15 |
| Tunesië → (details)            | 1    | 1 | 0  | 0  | 4  | 0  | +4  |
| Turkije → (details)            | 14   | 5 | 6  | 3  | 27 | 16 | +11 |
| Uruguay → (details)            | 4    | 1 | 1  | 2  | 6  | 7  | –1  |
| Verenigde Staten → (details)   | 9    | 5 | 2  | 2  | 19 | 13 | +6  |
| Wales → (details)              | 19   | 6 | 5  | 8  | 18 | 19 | -1  |
| Wit-Rusland → (details)        | 1    | 0 | 0  | 1  | 1  | 2  | –1  |
| Zuid-Afrika → (details)        | 2    | 2 | 0  | 0  | 3  | 1  | +2  |
| Zweden → (details)             | 11   | 3 | 3  | 5  | 14 | 17 | –3  |
| Zwitserland → (details)        | 19   | 8 | 4  | 7  | 19 | 14 | +5  |

### Van jaar tot jaar
Tussen 1926 en 1960 speelde Ierland gemiddeld twee interlands per kalenderjaar. Net als een groot aantal andere Europese nationaal elftallen, bijvoorbeeld IJsland en Wales, speelde het Iers elftal in de eerste jaren na oprichting relatief weinig interlands, en veelal op vriendschappelijke basis. Uitzondering op de regel was het jaar 1949, toen acht wedstrijden werden gespeeld, waarvan vier wedstrijden voor kwalificatie voor het eerste wereldkampioenschap voetbal sinds de editie voorafgaand aan de Tweede Wereldoorlog. In 1988, het jaar waarin Ierland voor het eerst deelnam aan het Europees kampioenschap voetbal mannen, speelde het voor het eerst tien wedstrijden in één jaar tijd – iets wat sindsdien een gebruikelijkheid zou worden.
Twee jaar later werden dertien interlands gespeeld, waarvan vijf op het wereldkampioenschap in Italië. Die vijf wedstrijden op één interlandtoernooi vormen nog steeds een record in de geschiedenis van het Iers voetbalelftal, gevolgd door de vier wedstrijden gedurende de beide andere WK-deelnames. Sinds de eeuwwisseling speelt het elftal jaarlijks gemiddeld elf interlands. Op basis van het tweepuntensysteem, zichtbaar in de uiterste rechtse kolom in onderstaand overzicht, was 2011 feitelijk het meest succesvolle jaar in de geschiedenis van het Iers elftal. Het speelde veertien interlands, een recordaantal, waarvan het negen won, vier gelijkspeelde en één verloor (van Uruguay, een jaar eerder halvefinalist op het WK) met een doelsaldo van +20, wederom een record. Acht van de veertien wedstrijden werden gespeeld in het kader van het succesvolle kwalificatietoernooi voor het EK 2012.
| Jaar | Wedstrijden | Wedstrijden | Wedstrijden | Wedstrijden | Doelpunten | Doelpunten | Doelpunten | Punten |
| Jaar | Duels       | Winst       | Gelijk      | Verlies     | Voor       | Tegen      | Saldo      | Punten |
| ---- | ----------- | ----------- | ----------- | ----------- | ---------- | ---------- | ---------- | ------ |
| 1926 | 1           | 0           | 0           | 1           | 0          | 3          | –3         | 0,000  |
| 1927 | 1           | 0           | 0           | 1           | 1          | 2          | –1         | 0,000  |
| 1928 | 1           | 1           | 0           | 0           | 4          | 2          | +2         | 2,000  |
| 1929 | 1           | 1           | 0           | 0           | 4          | 0          | +4         | 2,000  |
| 1930 | 1           | 1           | 0           | 0           | 3          | 1          | +2         | 2,000  |
| 1931 | 2           | 0           | 1           | 1           | 1          | 6          | –5         | 0,500  |
| 1932 | 1           | 1           | 0           | 0           | 2          | 0          | +2         | 2,000  |
|      |             |             |             |             |            |            |            |        |
| 1934 | 3           | 0           | 1           | 2           | 8          | 13         | –5         | 0,333  |
| 1935 | 3           | 0           | 0           | 3           | 4          | 9          | –5         | 0,000  |
| 1936 | 5           | 3           | 1           | 1           | 16         | 9          | +7         | 1,400  |
| 1937 | 4           | 2           | 1           | 1           | 8          | 6          | +2         | 1,250  |
| 1938 | 4           | 2           | 1           | 1           | 9          | 10         | –1         | 1,250  |
| 1939 | 3           | 0           | 3           | 0           | 5          | 5          | 0          | 1,000  |
|      |             |             |             |             |            |            |            |        |
| 1946 | 3           | 1           | 0           | 2           | 2          | 4          | –2         | 0,667  |
| 1947 | 2           | 1           | 0           | 1           | 3          | 4          | –1         | 1,000  |
| 1948 | 3           | 0           | 0           | 3           | 1          | 5          | –4         | 0,000  |
| 1949 | 8           | 3           | 1           | 4           | 10         | 13         | –3         | 0,875  |
| 1950 | 2           | 0           | 1           | 1           | 3          | 7          | –4         | 0,500  |
| 1951 | 3           | 2           | 0           | 1           | 6          | 5          | +1         | 1,333  |
| 1952 | 4           | 0           | 1           | 3           | 1          | 16         | –15        | 0,250  |
| 1953 | 4           | 2           | 0           | 2           | 11         | 6          | +5         | 1,000  |
| 1954 | 2           | 2           | 0           | 0           | 3          | 1          | +2         | 2,000  |
| 1955 | 5           | 2           | 1           | 2           | 8          | 9          | –1         | 1,000  |
| 1956 | 3           | 3           | 0           | 0           | 9          | 2          | +7         | 2,000  |
| 1957 | 3           | 1           | 1           | 1           | 4          | 6          | –2         | 1,000  |
| 1958 | 3           | 0           | 2           | 1           | 5          | 7          | –2         | 0,667  |
| 1959 | 3           | 2           | 0           | 1           | 5          | 6          | –1         | 1,333  |
| 1960 | 5           | 3           | 0           | 2           | 9          | 8          | +1         | 1,200  |
| 1961 | 4           | 0           | 0           | 4           | 3          | 17         | –14        | 0,000  |
| 1962 | 3           | 1           | 1           | 1           | 7          | 6          | +1         | 1,000  |
| 1963 | 3           | 2           | 1           | 0           | 4          | 2          | +2         | 1,667  |
| 1964 | 6           | 2           | 0           | 4           | 10         | 16         | –6         | 0,667  |
| 1965 | 4           | 1           | 0           | 3           | 2          | 7          | –5         | 0,500  |
| 1966 | 6           | 2           | 1           | 3           | 5          | 10         | –5         | 0,833  |
| 1967 | 3           | 1           | 0           | 2           | 3          | 5          | –2         | 0,667  |
| 1968 | 4           | 0           | 3           | 1           | 5          | 6          | –1         | 0,750  |
| 1969 | 7           | 0           | 2           | 5           | 4          | 15         | –11        | 0,286  |
| 1970 | 6           | 0           | 1           | 5           | 3          | 11         | –8         | 0,167  |
| 1971 | 3           | 0           | 0           | 3           | 2          | 12         | –10        | 0,000  |
| 1972 | 6           | 3           | 0           | 3           | 10         | 10         | 0          | 1,000  |
| 1973 | 5           | 1           | 2           | 2           | 3          | 5          | –2         | 0,800  |
| 1974 | 5           | 2           | 1           | 2           | 7          | 6          | +1         | 1,000  |
| 1975 | 5           | 3           | 0           | 2           | 8          | 4          | +4         | 1,200  |
| 1976 | 5           | 2           | 2           | 1           | 9          | 6          | +3         | 1,200  |
| 1977 | 5           | 1           | 2           | 2           | 2          | 3          | –1         | 0,800  |
| 1978 | 6           | 1           | 4           | 1           | 8          | 9          | –1         | 1,000  |
| 1979 | 8           | 3           | 0           | 5           | 11         | 13         | –2         | 0,750  |
| 1980 | 8           | 4           | 1           | 3           | 14         | 9          | +5         | 1,125  |
| 1981 | 7           | 2           | 1           | 4           | 9          | 15         | –6         | 0,714  |
| 1982 | 7           | 1           | 1           | 5           | 7          | 17         | –10        | 0,429  |
| 1983 | 5           | 3           | 0           | 2           | 14         | 5          | +9         | 1,200  |
| 1984 | 7           | 2           | 2           | 3           | 2          | 7          | –5         | 0,857  |
| 1985 | 9           | 1           | 4           | 4           | 6          | 10         | –4         | 0,667  |
| 1986 | 7           | 2           | 3           | 2           | 6          | 6          | 0          | 1,000  |
| 1987 | 8           | 6           | 1           | 1           | 14         | 3          | +11        | 1,625  |
| 1988 | 10          | 5           | 3           | 2           | 13         | 5          | +8         | 1,300  |
| 1989 | 8           | 5           | 3           | 0           | 11         | 1          | +10        | 1,625  |
| 1990 | 13          | 5           | 7           | 1           | 15         | 5          | +10        | 1,308  |
| 1991 | 8           | 3           | 5           | 0           | 14         | 8          | +6         | 1,375  |
| 1992 | 10          | 5           | 2           | 3           | 15         | 8          | +7         | 1,200  |
| 1993 | 9           | 6           | 2           | 1           | 15         | 7          | +8         | 1,556  |
| 1994 | 12          | 7           | 2           | 3           | 18         | 7          | +11        | 1,333  |
| 1995 | 9           | 3           | 2           | 4           | 7          | 13         | –6         | 0,889  |
| 1996 | 11          | 3           | 3           | 5           | 17         | 14         | +3         | 0,818  |
| 1997 | 10          | 3           | 4           | 3           | 16         | 11         | +5         | 1,000  |
| 1998 | 6           | 2           | 1           | 3           | 8          | 5          | +3         | 0,833  |
| 1999 | 10          | 5           | 3           | 2           | 12         | 7          | +5         | 1,300  |
| 2000 | 10          | 4           | 4           | 2           | 17         | 12         | +5         | 1,200  |
| 2001 | 10          | 7           | 2           | 1           | 22         | 5          | +17        | 1,600  |
| 2002 | 12          | 5           | 4           | 3           | 20         | 12         | +8         | 1,167  |
| 2003 | 11          | 7           | 3           | 1           | 17         | 8          | +9         | 1,545  |
| 2004 | 13          | 7           | 5           | 1           | 13         | 6          | +7         | 1,462  |
| 2005 | 9           | 4           | 3           | 2           | 9          | 6          | +3         | 1,222  |
| 2006 | 7           | 2           | 1           | 4           | 11         | 12         | –1         | 0,714  |
| 2007 | 11          | 4           | 6           | 1           | 15         | 9          | +6         | 1,273  |
| 2008 | 8           | 3           | 3           | 2           | 8          | 7          | +1         | 1,125  |
| 2009 | 12          | 3           | 7           | 2           | 12         | 13         | –1         | 1,083  |
| 2010 | 9           | 4           | 1           | 4           | 13         | 11         | +2         | 1,000  |
| 2011 | 14          | 9           | 4           | 1           | 26         | 6          | +20        | 1,571  |
| 2012 | 12          | 4           | 3           | 5           | 14         | 20         | –6         | 0,917  |
| 2013 | 14          | 5           | 5           | 4           | 19         | 12         | +7         | 1,071  |
| 2014 | 11          | 4           | 3           | 4           | 20         | 14         | +6         | 1,000  |
| 2015 | 9           | 4           | 4           | 1           | 12         | 5          | +7         | 1,333  |
| 2016 | 13          | 6           | 4           | 3           | 19         | 14         | +5         | 1,231  |
| 2017 | 11          | 3           | 4           | 4           | 10         | 13         | –3         | 0,909  |
| 2018 | 9           | 1           | 4           | 4           | 4          | 10         | –6         | 0.667  |
| 2019 | 10          | 5           | 4           | 1           | 13         | 7          | +6         | 1.400  |
| 2020 | 8           | 0           | 4           | 4           | 1          | 7          | –6         | 0.500  |
| 2021 | 12          | 4           | 5           | 3           | 20         | 10         | +10        | 1.083  |
| 2022 | 10          | 4           | 2           | 4           | 13         | 11         | +2         | 1.000  |
| 2023 | 10          | 3           | 1           | 6           | 13         | 13         | 0          | 0.700  |
| 2024 | 4           | 1           | 1           | 2           | 2          | 5          | -3         |        |

## Spelers

### Selecties tijdens het Wereldkampioenschap
| Doel        |                  |    |    |                         |
| 1           | Packie Bonner    | 77 | 0  | Celtic                  |
| 22          | Alan Kelly       | 3  | 0  | Sheffield United        |
| Verdediging |                  |    |    |                         |
| 2           | Denis Irwin      | 28 | 1  | Manchester United       |
| 3           | Terry Phelan     | 25 | 0  | Manchester City         |
| 4           | Kevin Moran      | 71 | 6  | Blackburn Rovers        |
| 5           | Paul McGrath     | 69 | 7  | Aston Villa             |
| 11          | Steve Staunton   | 51 | 5  | Aston Villa             |
| 12          | Gary Kelly       | 7  | 1  | Leeds United            |
| 13          | Alan Kernaghan   | 11 | 1  | Manchester City         |
| 14          | Phil Babb        | 9  | 0  | Coventry City           |
| Middenveld  |                  |    |    |                         |
| 6           | Roy Keane        | 26 | 0  | Manchester United       |
| 7           | Andy Townsend    | 49 | 5  | Aston Villa             |
| 8           | Ray Houghton     | 62 | 4  | Aston Villa             |
| 10          | John Sheridan    | 24 | 3  | Sheffield Wednesday     |
| 17          | Eddie McGoldrick | 12 | 0  | Arsenal                 |
| 18          | Ronnie Whelan    | 51 | 3  | Liverpool               |
| 19          | Alan McLoughlin  | 17 | 1  | Portsmouth              |
| 21          | Jason McAteer    | 9  | 0  | Bolton Wanderers        |
| Aanval      |                  |    |    |                         |
| 9           | John Aldridge    | 60 | 14 | Tranmere Rovers         |
| 15          | Tommy Coyne      | 17 | 4  | Motherwell              |
| 16          | Tony Cascarino   | 71 | 12 | Chelsea                 |
| 19          | David Kelly      | 17 | 7  | Wolverhampton Wanderers |

| Doel        |                  |     |    |                   |
| 1           | Shay Given       | 43  | 0  | Newcastle United  |
| 16          | Dean Kiely       | 6   | 0  | Charlton Athletic |
| 23          | Alan Kelly       | 34  | 0  | Blackburn Rovers  |
| Verdediging |                  |     |    |                   |
| 2           | Steve Finnan     | 19  | 1  | Fulham            |
| 3           | Ian Harte        | 44  | 8  | Leeds United      |
| 4           | Kenny Cunningham | 40  | 0  | Wimbledon         |
| 5           | Steve Staunton   | 102 | 8  | Aston Villa       |
| 14          | Gary Breen       | 47  | 6  | Coventry City     |
| 15          | Richard Dunne    | 14  | 3  | Manchester City   |
| 18          | Gary Kelly       | 50  | 2  | Leeds United      |
| 20          | Andrew O'Brien   | 5   | 0  | Newcastle United  |
| Middenveld  |                  |     |    |                   |
| 6           | Roy Keane        | 58  | 9  | Manchester United |
| 7           | Jason McAteer    | 49  | 3  | Sunderland        |
| 8           | Matt Holland     | 23  | 4  | Ipswich Town      |
| 9           | Damien Duff      | 30  | 2  | Blackburn Rovers  |
| 11          | Kevin Kilbane    | 37  | 3  | Sunderland        |
| 12          | Mark Kinsella    | 32  | 3  | Charlton Athletic |
| 21          | Steven Reid      | 7   | 2  | Millwall          |
| 22          | Lee Carsley      | 20  | 0  | Everton           |
| Aanval      |                  |     |    |                   |
| 10          | Robbie Keane     | 37  | 13 | Leeds United      |
| 13          | David Connolly   | 34  | 8  | Wimbledon         |
| 17          | Niall Quinn      | 91  | 21 | Sunderland        |
| 19          | Clinton Morrison | 7   | 2  | Crystal Palace    |

### Selecties tijdens het Europees kampioenschap
| Doel        |                 |    |    |                     |
| 1           | Packie Bonner   | 26 | 0  | Celtic              |
| 16          | Gerry Peyton    | 24 | 0  | Bournemouth         |
| Verdediging |                 |    |    |                     |
| 2           | Chris Morris    | 8  | 0  | Celtic              |
| 3           | Chris Hughton   | 39 | 1  | Tottenham Hotspur   |
| 4           | Mick McCarthy   | 30 | 1  | Celtic              |
| 5           | Kevin Moran     | 39 | 5  | Manchester United   |
| 19          | John Anderson   | 15 | 1  | Newcastle United    |
| Middenveld  |                 |    |    |                     |
| 6           | Ronnie Whelan   | 29 | 2  | Liverpool           |
| 7           | Paul McGrath    | 25 | 3  | Manchester United   |
| 8           | Ray Houghton    | 18 | 1  | Liverpool           |
| 11          | Tony Galvin     | 27 | 1  | Sheffield Wednesday |
| 13          | Liam O'Brien    | 6  | 0  | Manchester United   |
| 15          | Kevin Sheedy    | 16 | 0  | Everton             |
| Aanval      |                 |    |    |                     |
| 9           | John Aldridge   | 18 | 0  | Liverpool           |
| 10          | Frank Stapleton | 66 | 18 | Derby County        |
| 12          | Tony Cascarino  | 7  | 1  | Millwall            |
| 14          | David Kelly     | 3  | 4  | Walsall             |
| 17          | John Byrne      | 14 | 1  | Queens Park Rangers |
| 18          | John Sheridan   | 4  | 1  | Leeds United        |
| 20          | Niall Quinn     | 10 | 1  | Arsenal             |

| Doel        |                  |     |    |                         |
| 1           | Shay Given       | 125 | 0  | Aston Villa             |
| 16          | Keiren Westwood  | 10  | 0  | Sunderland              |
| 23          | David Forde      | 2   | 0  | Millwall                |
| Verdediging |                  |     |    |                         |
| 2           | Sean St Ledger   | 30  | 3  | Leicester City          |
| 3           | Stephen Ward     | 15  | 2  | Wolverhampton Wanderers |
| 4           | John O'Shea      | 79  | 1  | Sunderland              |
| 5           | Richard Dunne    | 76  | 8  | Aston Villa             |
| 12          | Stephen Kelly    | 30  | 0  | Fulham                  |
| 13          | Paul McShane     | 27  | 0  | Hull City               |
| 18          | Darren O'Dea     | 14  | 0  | Celtic                  |
| Middenveld  |                  |     |    |                         |
| 6           | Glenn Whelan     | 42  | 2  | Stoke City              |
| 7           | Aiden McGeady    | 52  | 2  | Spartak Moskou          |
| 8           | Keith Andrews    | 32  | 3  | West Bromwich Albion    |
| 11          | Damien Duff      | 100 | 8  | Fulham                  |
| 15          | Darron Gibson    | 19  | 1  | Everton                 |
| 17          | Stephen Hunt     | 39  | 1  | Wolverhampton Wanderers |
| 21          | Paul Green       | 12  | 1  | Derby County            |
| 22          | James McClean    | 3   | 0  | Sunderland              |
| Aanval      |                  |     |    |                         |
| 9           | Kevin Doyle      | 50  | 10 | Wolverhampton Wanderers |
| 10          | Robbie Keane     | 120 | 53 | Los Angeles Galaxy      |
| 14          | Jonathan Walters | 10  | 1  | Stoke City              |
| 19          | Shane Long       | 27  | 7  | West Bromwich Albion    |
| 20          | Simon Cox        | 15  | 3  | West Bromwich Albion    |

| Doel        |                  |     |    |                      |
| 1           | Keiren Westwood  | 18  | 0  | Sheffield Wednesday  |
| 16          | Shay Given       | 134 | 0  | Stoke City           |
| 23          | Darren Randolph  | 13  | 0  | West Ham United      |
| Verdediging |                  |     |    |                      |
| 2           | Séamus Coleman   | 38  | 0  | Everton              |
| 3           | Ciaran Clark     | 19  | 2  | Aston Villa          |
| 4           | John O'Shea      | 114 | 3  | Sunderland           |
| 5           | Richard Keogh    | 14  | 1  | Derby County         |
| 12          | Shane Duffy      | 5   | 0  | Blackburn Rovers     |
| 15          | Cyrus Christie   | 5   | 1  | Derby County         |
| 17          | Stephen Ward     | 36  | 3  | Burnley              |
| 19          | Robbie Brady     | 27  | 6  | Norwich City         |
| Middenveld  |                  |     |    |                      |
| 6           | Glenn Whelan     | 73  | 2  | Stoke City           |
| 7           | Aiden McGeady    | 85  | 5  | Sheffield Wednesday  |
| 8           | James McCarthy   | 39  | 0  | Everton              |
| 11          | James McClean    | 42  | 5  | West Bromwich Albion |
| 13          | Jeff Hendrick    | 25  | 0  | Derby County         |
| 18          | David Meyler     | 16  | 0  | Hull City            |
| 20          | Wes Hoolahan     | 34  | 3  | Norwich City         |
| 22          | Stephen Quinn    | 16  | 0  | Reading              |
| Aanval      |                  |     |    |                      |
| 9           | Shane Long       | 67  | 16 | Southampton          |
| 10          | Robbie Keane     | 145 | 67 | Los Angeles Galaxy   |
| 14          | Jonathan Walters | 41  | 10 | Stoke City           |
| 21          | Daryl Murphy     | 22  | 0  | Ipswich Town         |